# Bosnia y Herzegovina

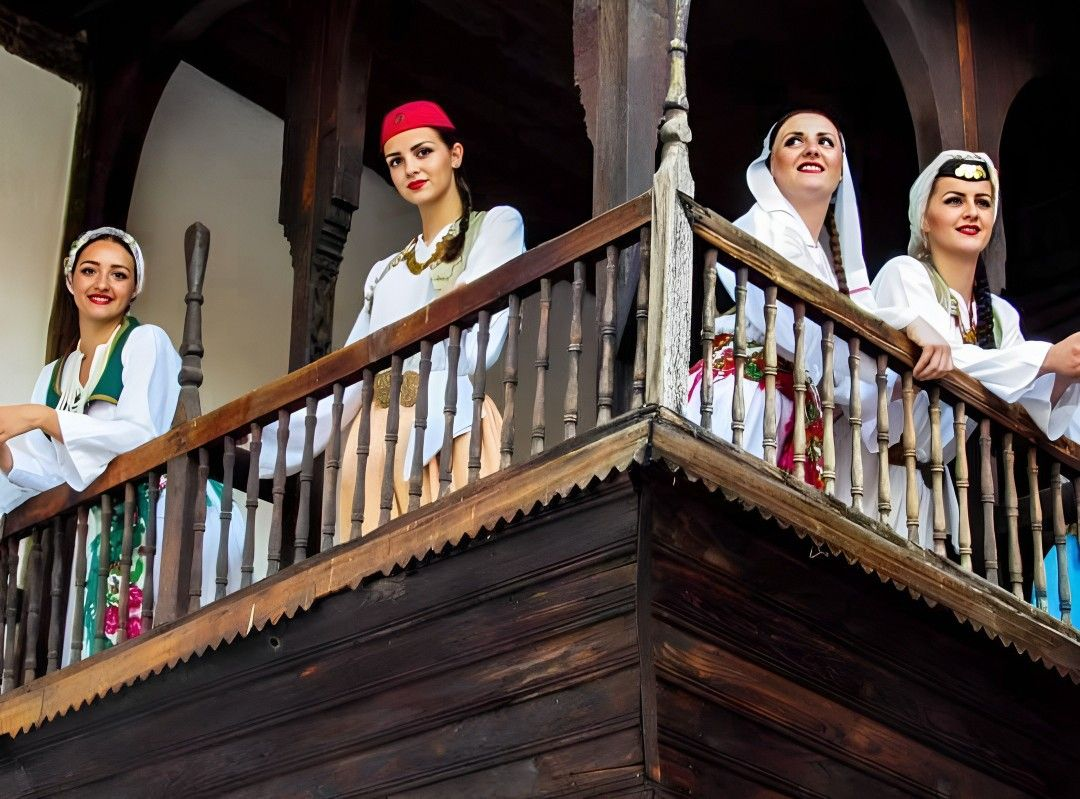
Mujeres bosnias con sus trajes tradicionales.

Bosnia y Herzegovina (en bosnio y croata, Bosna i Hercegovina; en serbio y bosnio cirílico, Босна и Херцеговина), comúnmente llamada Bosnia-Herzegovina, o simplemente Bosnia, es un país soberano europeo, con capital en Sarajevo, situado en la confluencia de Europa Central y del sudeste europeo, y que limita con Croacia, al norte, oeste y sur; con Serbia al este; con Montenegro al este y al sur, y con el mar Adriático al suroeste a lo largo de 21,2 km.
En 1992, la antigua República Socialista de Bosnia y Herzegovina obtuvo su independencia como República de Bosnia y Herzegovina, como una de las seis unidades federales constituyentes de la antigua Yugoslavia surgida al final de la Primera Guerra Mundial, y tras la guerra de Bosnia quedó constituida como república federal, según los términos de los Acuerdos de Dayton (1995), que preveían su administración tutelada por un alto representante elegido por el Consejo de la Unión Europea. Su estructura es descentralizada y dividida en dos entidades: la Federación de Bosnia y Herzegovina y la República Srpska. Por el momento, no existe una fecha prevista para el fin del protectorado europeo sobre Bosnia y Herzegovina y la recuperación de su plena soberanía.

## Toponimia
El nombre original del país en español, tal como es utilizado por todas las organizaciones internacionales y por las representaciones diplomáticas de este país en el mundo hispanohablante, es «Bosnia y Herzegovina». En los medios de comunicación en español, así como en otras lenguas, es muy frecuente la grafía «Bosnia-Herzegovina», forma utilizada también por la Real Academia Española en el Diccionario panhispánico de dudas y en la definición de la voz «bosnio» en su Diccionario de la lengua española. El uso de la conjunción «y» en el nombre oficial pone de relieve la composición del país como unión de dos regiones históricas, Bosnia y Herzegovina. Esta distinción no tiene, sin embargo, correspondencia en la división administrativa actual del país. Aunque no hay límites establecidos oficialmente, puede decirse que Herzegovina ocupa el extremo sur del país, aproximadamente una quinta parte del territorio total, mientras que el resto del país, centro y norte, corresponde a la Bosnia histórica.
Un estudio de la Universidad Complutense de Madrid sugiere que la grafía correcta es Bosnia y Hercegovina ya que en serbocroata la letra <c> tiene el valor fonético de /ts/. Cuando la región fue incorporada al Imperio austrohúngaro (1878) su nombre pasó al alemán como Herzegowina (en alemán, el sonido /ts/ se representa por <z>) y de ahí procede la versión española Herzegovina.
La primera mención conservada del nombre Bosnia está en el De administrando imperio, un manual político-geográfico escrito por el emperador bizantino Constantino VII a mediados del siglo X (entre 948 y 952) describe el «país pequeño» (en griego: χωρίον) de «Bosona» (Βοσώνα). En las Crónicas del Sacerdote de Duklja de 1172-1196, arzobispo de la arquidiócesis de Bar es nombrada Bosnia y se refiere a una fuente anterior –De regno sclavorum (del reino de los eslavos)– del año 723. El nombre «Bosnia» probablemente de Bosna un río importante que corre por esta región, ha sido punto de historia que en la era romana se le conoció como Bossina, pero la etimología del mismo es desconocida. El filólogo Anton Mayer propone una conexión con la raíz indoeuropea *bos o *bogh, que significa «agua que corre». Algunas fuentes romanas igualmente mencionan a Flumen Bathinus como nombre a Bosona, los cuales significaría «agua que corre» también. Otras teorías implican que Bosnia es un término raro del latín que significa límite, y los posibles orígenes son eslavos.
Los orígenes del nombre Herzegovina se pueden identificar con mayor precisión. En la temprana Edad Media la región era conocida como Zahumlje (Hum), por la tribu de eslavos del sur Zachlumoi que la habitaban. En la década de 1440, la región adscrita a la medieval Bosnia desde principios de 1300 fue gobernada por el poderoso bosnio noble Stjepan Vukčić Kosača (1404-1466). En un documento enviado a Federico III el 20 de enero de 1448 el noble se hacía llamar Herzog de San Sava, Herzog palabra alemana que significa duque y la añadidura ovina para terreno (es decir, ducado).
El área fue administrada por los otomanos como el Sanjacado de Herzegovina dentro del Eyalato de Bosnia hasta que fue elevada a Eyalato de Herzegovina en los 1830. Después de la muerte del visir Ali-paša Rizvanbegović en 1851, el Eyalato de Bosnia y el de Herzegovina se fusionaron.
En el primer anuncio de la independencia en 1992, el nombre oficial del país era República de Bosnia y Herzegovina, pero a raíz de los Acuerdos de Dayton de 1995 y la nueva Constitución que lo acompañó el nombre fue cambiado oficialmente a Bosnia y Herzegovina.

## Contexto de Bosnia

Fronteras del Banato de Bosnia y el posterior Reino de Bosnia en la Edad Media.

### Prehistoria, Antigüedad y medievo
Densamente poblada durante el neolítico, estuvo habitada desde el siglo IV a. C. por los ilirios. En el siglo III a. C., el Imperio romano incluyó este territorio como parte de la provincia de Iliria. Esclavizada desde el siglo VII, formó parte del Imperio bizantino. La primera vez que se utilizó el nombre Bosnia fue en 950, en un libro llamado De administrando imperio del emperador bizantino Constantino VII en el que se consigna a Bosnia como parte del territorio del reino de Croacia (el actual territorio de Bosnia era conocido como Croacia Roja). En el siglo XII se forma un reino de Bosnia, que permanece independiente hasta 1463, cuando es anexionado al Imperio otomano por Mehmet II.

### Bosnia otomana y austrohúngara
Con la llegada de los otomanos, termina la Edad Media en Bosnia. La mayoría de los habitantes aceptan el islam como nueva religión, que hasta hoy sigue siendo un factor social muy importante en Bosnia y Herzegovina. La mayor parte del patrimonio cultural de Bosnia, como el puente de Mostar, provienen de este periodo.

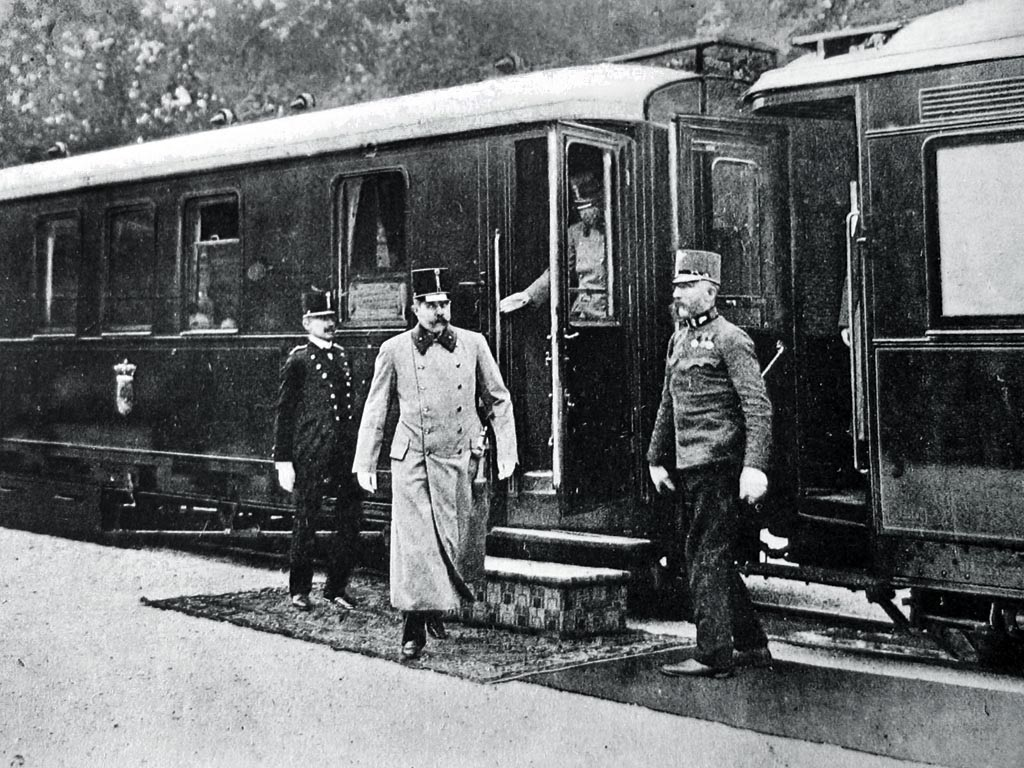
El Archiduque Austriaco Francisco Fernando en la estación de Tren de Sarajevo en 1914

Permaneció bajo dominio turco hasta 1878, con la excepción del periodo comprendido entre 1718 y 1739, en que estuvo bajo control austríaco. En el siglo XIX creció la enemistad entre el sultán y el pueblo, alentada por el triunfo nacionalista en la vecina Serbia. La represión por Abdulhamit II de las revueltas de 1875 provocarían la intervención rusa, que declaró la guerra al Imperio otomano en 1877. Acabado el conflicto, el Congreso de Berlín otorgó en 1878 la administración del país a Austria-Hungría.
En 1878, Bosnia pasa a estar administrada por el Imperio austrohúngaro que se la anexionaría en 1908, formando parte de este hasta su disolución en 1918, tras el final de la Primera Guerra Mundial que se había iniciado con el asesinato del archiduque Francisco Fernando y su esposa en Sarajevo (véase Atentado de Sarajevo).

### Yugoslavia y guerra de Bosnia
Tras la finalización de la contienda se integraría en el Reino de los Serbios, Croatas y Eslovenos, que en 1929 adoptó el nombre de Yugoslavia. Durante la Segunda Guerra Mundial el territorio de Bosnia y Herzegovina fue anexionado por el estado fascista croata, entre 1941 y 1944. Derrotado el Eje, volvió a formar parte de Yugoslavia, bajo la denominación de República Socialista de Bosnia y Herzegovina, como una de las seis repúblicas constituyentes de la República Federal Popular de Yugoslavia. En 1992, proclamó su independencia, como República de Bosnia y Herzegovina, tras el referendo pro-independencia del 1 de marzo de 1992.
Los bosníacos (bosnios musulmanes) y los bosniocroatas de Bosnia y Herzegovina apoyaron la independencia pero la mayoría de los serbobosnios (un 30 % de la población), apoyados por el resto de los serbios de la ex Yugoslavia se opusieron y comenzó la guerra de Bosnia en un intento de creación de la Gran Serbia. En los primeros años de esa guerra ocuparon un 70 % del territorio bosnio de manera violenta –realizando una cruel y sistemática limpieza étnica– consistente sobre todo en la eliminación de musulmanes. La guerra terminó con la batalla de Bosnia Occidental y la derrota del ejército serbobosnio; inmediatamente después accedió a que el entonces presidente Slobodan Milošević firmara en su nombre los acuerdos de paz de Dayton el 21 de noviembre de 1995. El número de víctimas de la guerra de Bosnia fue manipulado durante años por parte de los dirigentes bosniacos a la comunidad internacional con 250 000 muertos y más de 2.5 millones de refugiados, pero según los datos del Tribunal Penal Internacional para la ex-Yugoslavia el número de víctimas real fue de 100 000 muertos.

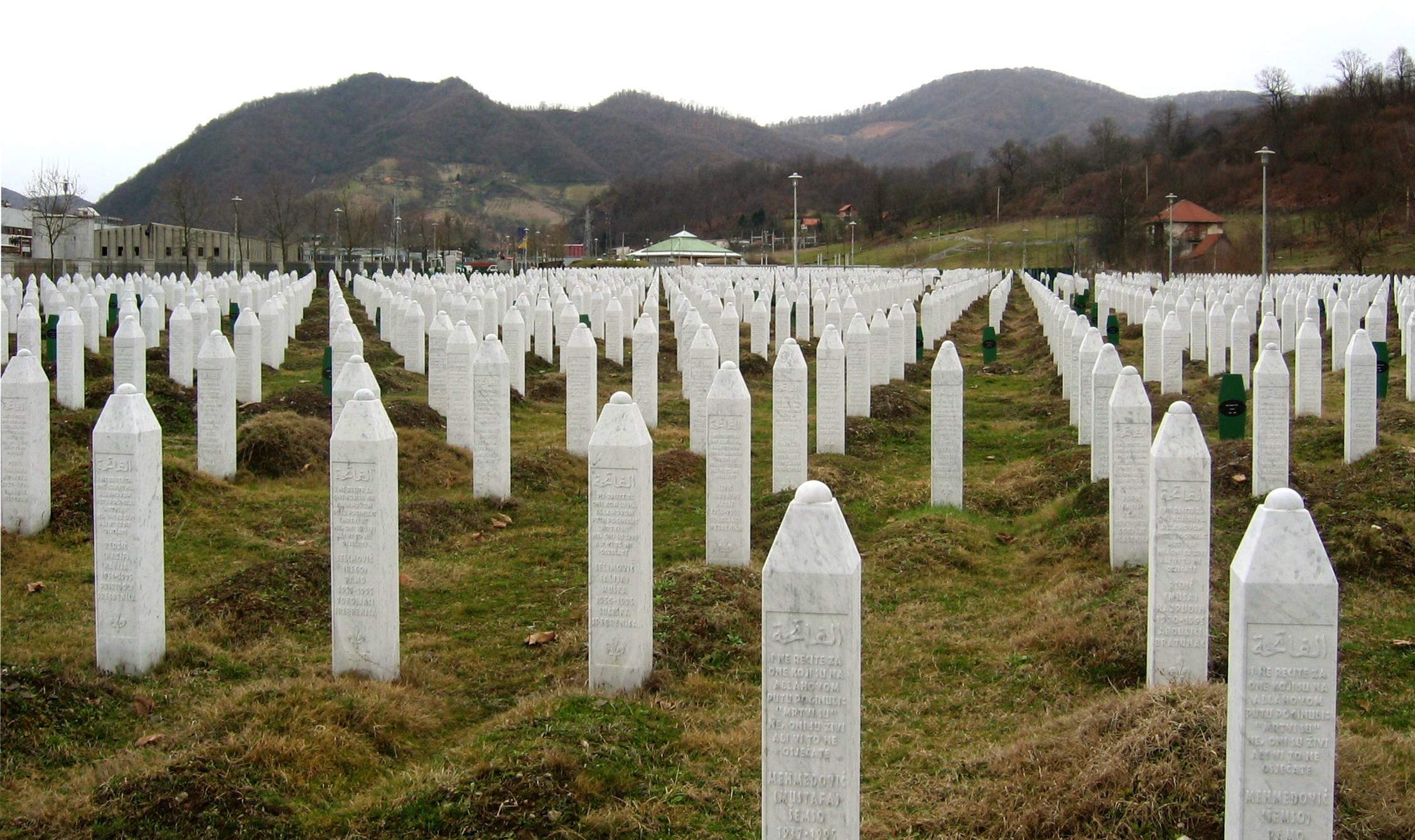
Lápidas en el monumento de la matanza de Srebrenica.

Actualmente Bosnia y Herzegovina es un país encaminado hacia su unificación administrativa, aunque persisten grandes inestabilidades; provocadas por los ultranacionalistas serbobosnios y bosnio-croatas. En el momento sigue siendo un rompecabezas territorial, con los cuerpos de policía dirigidos por idioma, así como poderes judiciales separados y asambleas distintas donde los partidos nacionalistas de cada una de las comunidades étnicas siguen conservando el poder, obstaculizando su acceso a la Unión Europea.

## Gobierno y política

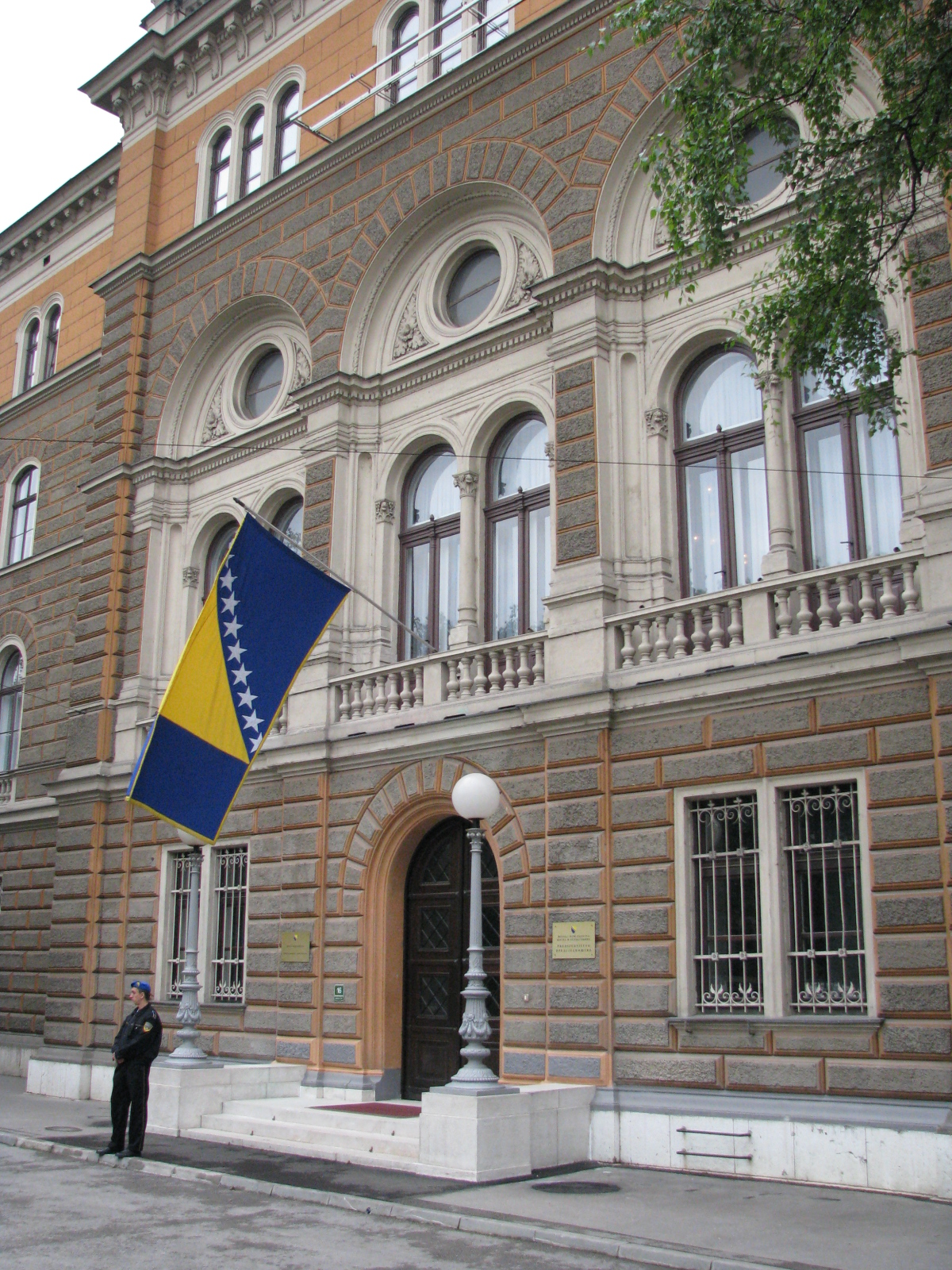
El edificio de la presidencia en el centro de Sarajevo.

La política de Bosnia y Herzegovina tiene sus bases en una república democrática parlamentaria, en la cual el Consejo de Ministros es el jefe de gobierno, y en un sistema multipartidista. El país está dividido en dos entidades: la Federación de Bosnia y Herzegovina y la República Srpska, ambas con amplia autonomía política, así como el distrito de Brčko, con administración compartida —cada una de estas entidades tiene su constitución—. El poder ejecutivo lo ejerce el gobierno, mientras que el legislativo lo comparten el gobierno y el parlamento. Los miembros del parlamento se eligen de acuerdo a un sistema de representación proporcional. El poder judicial es independiente del ejecutivo y el legislativo. Este sistema de gobierno, establecido por los Acuerdos de Dayton de 1995, es un ejemplo de consociativismo, en el cual las élites representan los tres mayores grupos del país, cada uno con una parte de poder asegurado.
En su forma de gobierno Bosnia Herzegovina tiene un Parlamento bicameral. El presidente de la República es elegido en un régimen rotativo entre representantes de cada una de las etnias, bosnia, serbia y croata. Las entidades están basadas territorialmente en las posiciones que sobre el terreno tenían las fuerzas que estaban sosteniendo el conflicto armado en el momento en que se firmaron formalmente los Acuerdos de Dayton, en atención a los cambios en la estructura étnica de Bosnia y Herzegovina producto de la guerra.

### Presidencia
La Presidencia de Bosnia y Herzegovina es el máximo órgano ejecutivo-político de Bosnia y Herzegovina.
La historia de la Presidencia de Bosnia y Herzegovina comienza en 1974, cuando la Constitución de la entonces República Socialista de Bosnia y Herzegovina, dentro de la República Federal Socialista de Yugoslavia, estableció una nueva institución en el sistema sociopolítico. En el sistema de entonces, la Presidencia de la SR BiH tenía nueve miembros, y después de las primeras elecciones multipartidistas en diciembre de 1990, la Presidencia de la República de Bosnia y Herzegovina tendría siete miembros; dos miembros de cada una de las naciones que constituyen el estado bosnios, serbios y croatas y un miembro de las otras naciones.
La Presidencia de Bosnia y Herzegovina, con base en la Constitución vigente, se define como la máxima institución estatal, en la que la función de jefe de Estado colectivo la desempeñan por igual tres miembros de entre los pueblos constituyentes de Bosnia y Herzegovina: uno bosnio, uno serbio y uno croata. Los poderes constitucionales de la Presidencia están definidos por el artículo V de la Constitución, que representa un anexo especial al Acuerdo Marco para la Paz en Bosnia y Herzegovina, que fue rubricado en el Acuerdo de Dayton el 21 de noviembre de 1995 y firmado oficialmente en París el 1 de diciembre de 1995.
La primera convocatoria de la Presidencia de Bosnia y Herzegovina se eligió en las elecciones generales de septiembre de 1996, por votación directa en la Federación de Bosnia y Herzegovina (miembros bosnios y croatas) y en la República Srpska (miembro serbio). Alija Izetbegović fue elegido como miembro bosnio de la Presidencia, Momčilo Krajišnik como miembro serbio de la Presidencia y Krešimir Zubak como miembro croata de la Presidencia. Alija Izetbegović fue elegido presidente de la Presidencia.

### Parlamento
La Asamblea Parlamentaria (Parlamentarna skupština) es el máximo órgano legislativo del estado. Consta de dos cámaras: la Cámara de los Pueblos y la Cámara de Representantes.
La Cámara de los Pueblos de Bosnia y Herzegovina (Dom naroda Bosne i Hercegovine) consta de 15 delegados. Diez de ellos, cinco bosnios y croatas cada uno, provienen de la Federación de Bosnia y Herzegovina y son designados por la Cámara de los Pueblos de la Federación de Bosnia y Herzegovina. Los cinco miembros restantes son serbios, designados por la Asamblea Nacional de la República Srpska. Se requieren al menos nueve miembros de la Cámara de los Pueblos para que haya cuórum, con al menos tres miembros bosnios, tres serbios y tres croatas. La Cámara de los Pueblos confirma o rechaza la aprobación de una determinada ley en el procedimiento parlamentario que ya ha sido aprobado en la Cámara de Representantes, lo que significa que tiene derecho de veto. Los poderes y la composición de la Cámara de los Pueblos se prescriben en los puntos 2 y 3 del artículo 4 de la Constitución de Bosnia y Herzegovina.
La Cámara de Representantes se compone de 42 miembros (diputados o diputados), que son elegidos directamente en las Elecciones Generales cada cuatro años. Veintiocho miembros son del territorio de la Federación de Bosnia y Herzegovina y 14 son de la República de Srpska. Está encabezado por un presidente con dos suplentes, con ese liderazgo rotativo. Los miembros de la administración (presidentes y suplentes) deben ser de diferentes nacionalidades. Para que una determinada ley sea adoptada en la Cámara de Representantes, deben votar a favor por lo menos dos tercios de los miembros de la Cámara de Representantes (28 votos), y cuando se trata de miembros de entidades, por lo menos la mitad de los miembros de la Cámara de Representantes. los miembros de una determinada entidad deben votar por ella (un mínimo de 14 miembros de la Federación BiH y siete de la República Srpska). Este tipo de votación se llama votación de entidad.

### Consejo de Ministros
El Consejo de Ministros de Bosnia y Herzegovina (Vijeće ministara Bosne i Hercegovine) es el órgano del poder ejecutivo de Bosnia y Herzegovina, que ejerce sus derechos y deberes como función gubernamental, por lo que a veces se utiliza el término Gobierno de Bosnia y Herzegovina para esta institución. La sede del Consejo de Ministros de Bosnia y Herzegovina está en Sarajevo, en el edificio de la Amistad entre Grecia y Bosnia y Herzegovina.(Zgradi prijateljstva između Grčke i Bosne i Hercegovine)
El presidente del Consejo de Ministros es designado por la Presidencia de Bosnia y Herzegovina y aprobado por la Cámara de Representantes de la Asamblea Parlamentaria. Luego, el presidente propone a los ministros en un plazo máximo de 35 días, que también es confirmado por la Cámara de Representantes de la Asamblea Parlamentaria. El Consejo de Ministros consta del presidente y nueve ministros que encabezan 9 ministerios dentro del Consejo de Ministros.
El Consejo de Ministros trabaja y toma decisiones en sesiones, donde más de la mitad de los miembros del Consejo (y al menos dos ministros de cada nación constituyente) deben asistir a la sesión. A efectos de calidad y funcionamiento eficiente, en el seno del Consejo funcionan oficinas, direcciones, servicios, comités y otros órganos permanentes o temporales (Dirección de Integración en la UE, Secretaría General, Oficina de Legislación, Comité de Política Interior y Comité de Economía). El Consejo es responsable de su trabajo ante la Asamblea Parlamentaria de Bosnia y Herzegovina.

Edificio del gobierno municipal de Novo Sarajevo

### Tribunal Constitucional
El Tribunal Constitucional de Bosnia y Herzegovina (Ustavni sud Bosne i Hercegovine) además de la clásica tarea relacionada con la protección de la constitucionalidad, logra en cierto tipo de disputas una conexión más directa con el poder judicial o legislativo. El Tribunal Constitucional de Bosnia y Herzegovina decide sobre las apelaciones contra las sentencias de los tribunales supremos de las entidades y, en cierto modo, asume la función del Tribunal Supremo de Bosnia y Herzegovina. El Tribunal Constitucional es el único competente para decidir sobre cualquier controversia que surja en virtud de la Constitución de Bosnia y Herzegovina entre dos entidades, o entre Bosnia y Herzegovina y una o ambas entidades, y entre las instituciones de Bosnia y Herzegovina, incluida, entre otras, esa cuestión. Las decisiones de la Corte Constitucional son definitivas y vinculantes.
El primer Tribunal Constitucional de la ex Yugoslavia se estableció en 1963 y es también el punto de partida de la historia del poder judicial constitucional en Bosnia y Herzegovina. De acuerdo con la estructura federal, además del Tribunal Constitucional a nivel federal, seis repúblicas y dos provincias autónomas también tenían sus propios tribunales constitucionales antes de la disolución de la antigua RFSY.
El Tribunal Constitucional de Bosnia y Herzegovina se constituyó por primera vez el 15 de febrero de 1964 sobre la base de la Constitución de 1963, y fue retenido por la posterior Constitución de 1974. Este Tribunal Constitucional tenía competencia principalmente en el control normativo abstracto, como decidir sobre la conformidad de las leyes (republicanas) con la Constitución y sobre la constitucionalidad y legalidad de otras normas y actos generales y autónomos, así como la resolución de controversias entre la República y otras comunidades sociopolíticas, así como los conflictos de competencia entre tribunales y órganos de las comunidades sociopolíticas. La Ley del Tribunal Constitucional regulaba las cuestiones de organización, jurisdicción y procedimiento ante este Tribunal Constitucional.
La Constitución de Bosnia y Herzegovina (como Anexo 4 del Acuerdo Marco General para la Paz en Bosnia y Herzegovina), que entró en vigor el 14 de diciembre de 1995, es el marco legal básico para las actividades del Tribunal Constitucional actual. Pero el Convenio Europeo para la Protección de los Derechos Humanos y las Libertades Fundamentales es directamente aplicable en Bosnia y Herzegovina. La Convención tiene prioridad sobre todas las demás leyes. El tribunal se estableció después de que se completaron los procedimientos de elección y nombramiento, en la primera sesión del Tribunal Constitucional en mayo de 1997.
La institución del Tribunal Constitucional está establecida por el artículo VI de la Constitución, que, además de la jurisdicción, regula la estructura orgánica y los procedimientos, así como la firmeza y obligatoriedad de las decisiones. La sede del Tribunal Constitucional está en Sarajevo. Por regla general, las sesiones se celebran en la sede, pero la Corte puede decidir celebrar la sesión fuera de la sede.

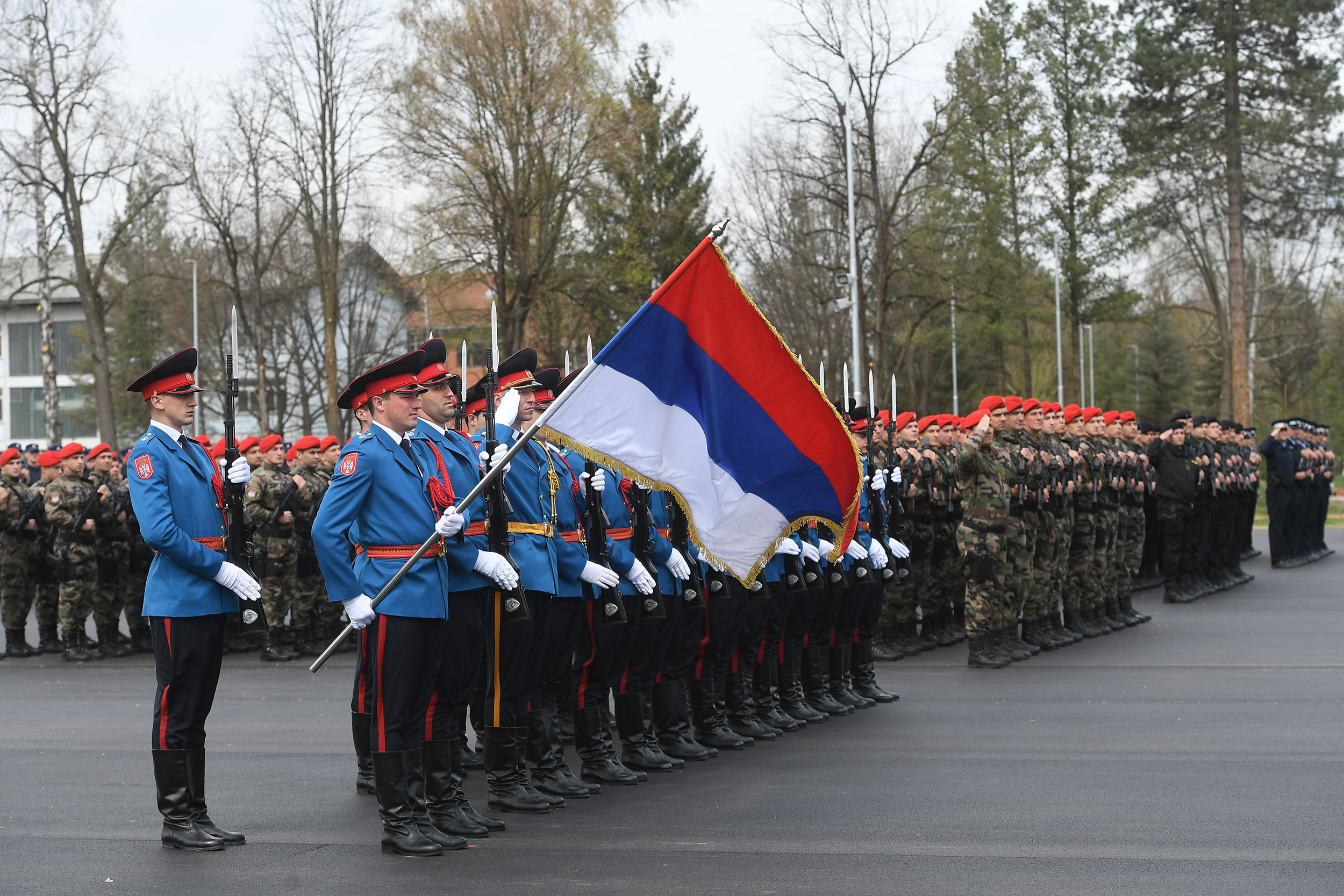
Policía de la República Srpska, Bosnia y Herzegovina, en 2019

### Policía
La Policía de Bosnia está formada por trece cuerpos de policía territoriales subestatales y dos cuerpos de policía especializados a nivel estatal. Los dos principales cuerpos de policía de Bosnia y Herzegovina están dirigidos por la Dirección de Coordinación de los Cuerpos de Policía de Bosnia y Herzegovina.
Cada una de las dos entidades, la Federación de Bosnia y Herzegovina y la República Srpska, tiene su propio cuerpo de policía. En esta última, se trata de una fuerza central que cubre toda la entidad. En la primera, una fuerza especializada que cubre delitos específicos y aquellos delitos que cruzan las fronteras internas, cantonales.
En la Federación de Bosnia y Herzegovina hay diez cuerpos de policía cantonales, cada uno de los cuales depende de un Ministerio del Interior cantonal. El distrito de Brčko, en el noreste de Bosnia, también tiene su propio cuerpo de policía.
A nivel del Estado central, Bosnia y Herzegovina cuenta también con una agencia policial centrada en la lucha contra el terrorismo, el crimen organizado y la delincuencia que cruza las fronteras internacionales, la Agencia Estatal de Investigación y Protección (SIPA), y un Servicio Estatal de Fronteras. Aunque se llegó a un acuerdo para unificar las fuerzas policiales, al igual que se unificaron los ejércitos, todavía no se ha hecho realidad.

### Defensa
Las Fuerzas Armadas de Bosnia y Herzegovina (Oružane snage BiH, OSBiH) representan la fuerza militar oficial de Bosnia y Herzegovina. Tras la guerra de Bosnia, los ejércitos que formaron las tres etnias contendientes (ARBiH, VRS y HVO) fueron obligados a desarmarse para la formación de unas fuerzas armadas comunes. Las fuerzas armadas de Bosnia y Herzegovina fueron finalmente unificadas en una sola entidad en el año 2005, con la fusión del Ejército de la República Srpska y el ejército de la Federación de Bosnia y Herzegovina, los cuales habían defendido sus respectivas regiones. El Ministerio de Defensa del país había sido fundado un año antes, en el 2004.

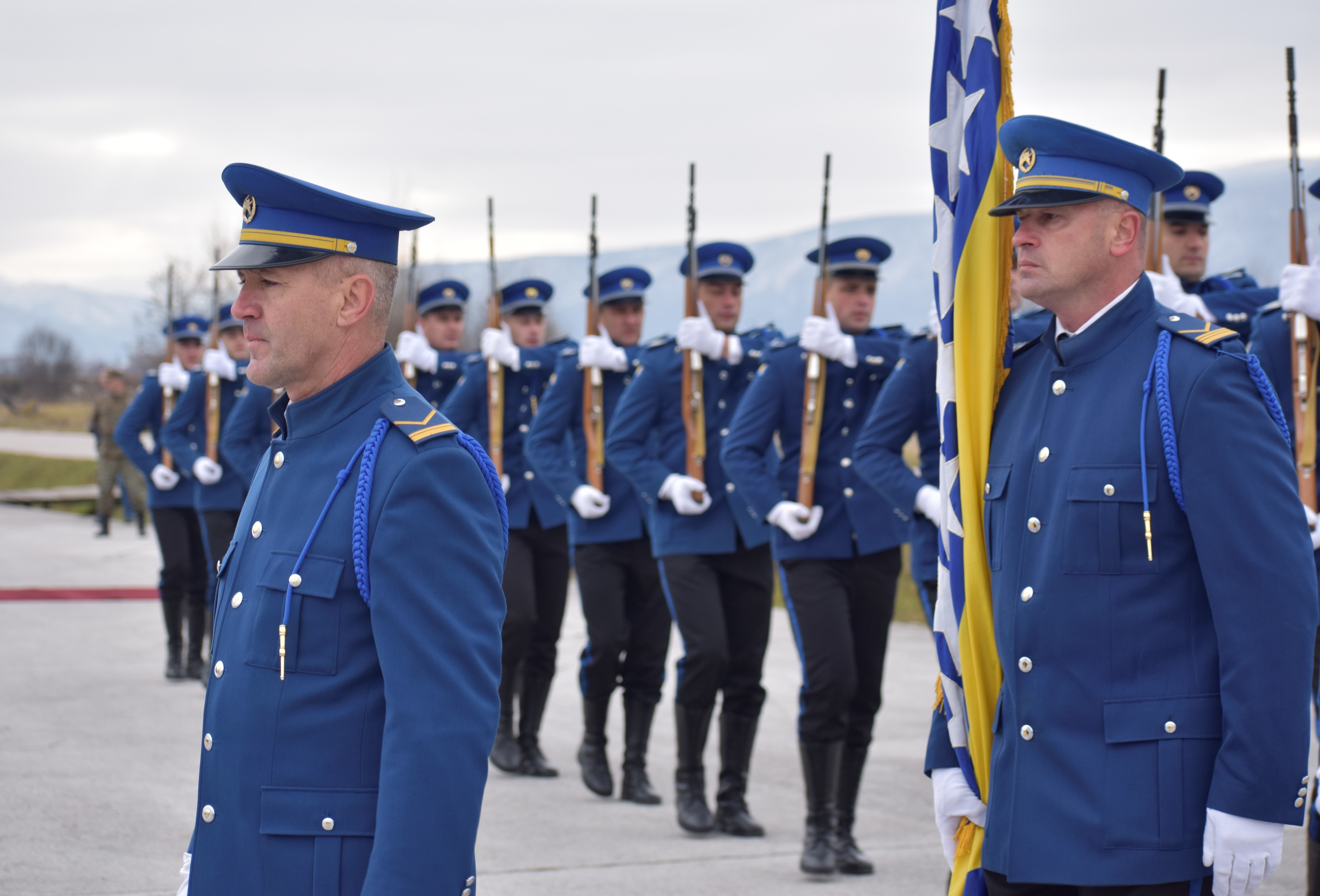
Guardia de Honor de Bosnia y Herzegovina

El ejército bosnio consiste en Fuerzas terrestres y fuerzas aéreas y antiaéreas. Las fuerzas terrestres corresponden a más de 10 000 activos y 5000 unidades de reserva. Están equipados con una mezcla de armamento yugoslavo, soviético, estadounidense, francés y alemán. La fuerza aérea tiene un personal de 2500 soldados y alrededor de 45 aeronaves. El 2005, una unidad del OSBiH se desplegó en apoyo de las fuerzas de la coalición dirigidas por los Estados Unidos en Irak.
El programa para entrenar y equipar al Ejército de la Federación de Bosnia tras la firma del acuerdo de paz de Dayton en 1995 fue un elemento clave de la estrategia estadounidense para según ese gobierno conseguir una paz estable en Bosnia. El Programa de Entrenamiento y Equipamiento también calmó las preocupaciones de algunos congresistas sobre la posibilidad de comprometer a las tropas estadounidenses en tareas de mantenimiento de la paz en Bosnia. La creación de un Ejército de la Federación estable y operativo que pudiera disuadir una agresión externa tenía la perspectiva de permitir que las tropas de la OTAN y de EE. UU. se retiraran de Bosnia dentro del mandato original de 12 meses, que la administración aseguró que era todo lo que se necesitaría para estabilizar el país.
Las unidades militares están bajo el mando del Estado Mayor Conjunto de las Fuerzas Armadas de Bosnia y Herzegovina en Sarajevo. Hay dos comandos principales bajo el Estado Mayor Conjunto: El Mando Operativo y el Mando de Apoyo.
Hay tres regimientos que están formados por soldados de los tres grupos étnicos de Bosnia y Herzegovina: bosnios, croatas y serbios, y tienen sus raíces en los ejércitos que se crearon durante la guerra en BiH. Estos regimientos tienen sus propias insignias étnicas y constan de tres batallones activos cada uno. Los cuarteles generales de los regimientos no tienen autoridad operativa. Sobre la base de la Ley de Servicio en las Fuerzas Armadas de Bosnia y Herzegovina, los cuarteles generales de los regimientos tienen las siguientes tareas: gestionar el museo del regimiento, supervisar el fondo financiero, preparar, investigar y conservar la historia del regimiento, publicar boletines informativos del regimiento, mantener el patrimonio cultural e histórico, dar orientaciones sobre la celebración de ceremonias especiales, dar orientaciones sobre las costumbres, la vestimenta y el comportamiento del regimiento, dirigir los clubes de oficiales, suboficiales y militares. Los tres batallones de cada regimiento se reparten equitativamente entre las tres brigadas activas del Ejército

### Relaciones exteriores

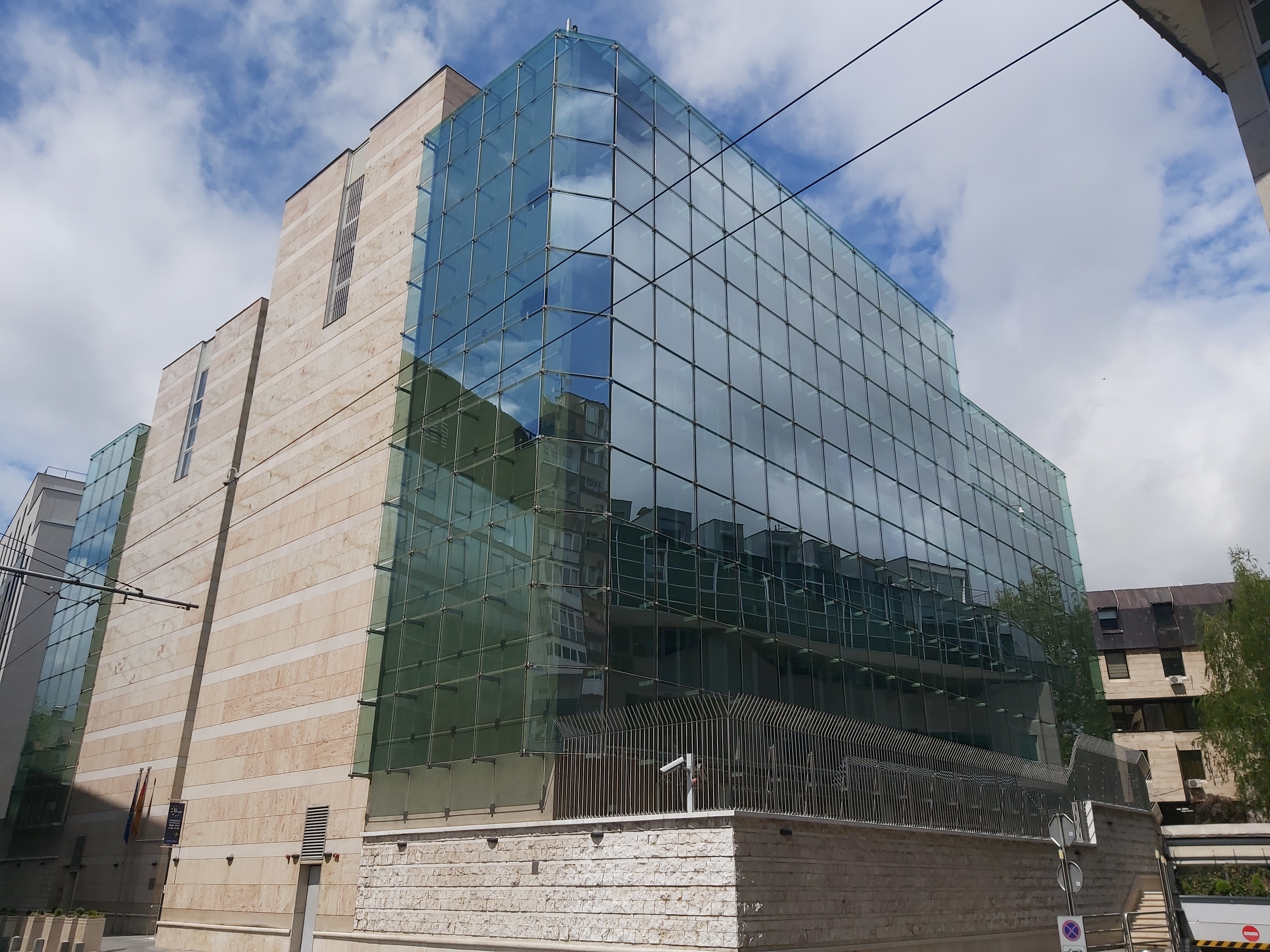
Embajada de Alemania y Delegación de la Unión Europea en Bosnia

La primera misión de la Política Europea de Seguridad y Defensa (PESD) de la Unión Europea (UE) dio comienzo el 1 de enero de 2003, cuando la misión de policía de la UE de quinientos agentes reemplazó al grupo operativo de policía internacional de la Organización de las Naciones Unidas (ONU) en Bosnia y Herzegovina.
El EUFOR Althea es una fuerza militar a las órdenes del Consejo Europeo, cuyas actuaciones en Bosnia y Herzegovina sirven para supervisar militarmente el cumplimiento de los acuerdos de Dayton; relevó a las fuerzas de la OTAN en 2004. El EUFOR está dirigido por el Comité Político y de Seguridad. La aplicación civil del tratado recae en manos de la Oficina del Alto Representante. Las actividades de ambos las coordina el Alto Representante de la Unión para Asuntos Exteriores y Política de Seguridad.

### Derechos humanos
En materia de derechos humanos, respecto a la pertenencia a los siete organismos de la Carta Internacional de Derechos Humanos, que incluyen al Comité de Derechos Humanos (HRC), Bosnia y Herzegovina ha firmado o ratificado:
| Bosnia y Herzegovina | Tratados internacionales | Tratados internacionales | Tratados internacionales | Tratados internacionales | Tratados internacionales | Tratados internacionales | Tratados internacionales | Tratados internacionales | Tratados internacionales | Tratados internacionales | Tratados internacionales | Tratados internacionales | Tratados internacionales    | Tratados internacionales | Tratados internacionales | Tratados internacionales | Tratados internacionales  | Tratados internacionales  |
| --- | --- | ------------------------ | --- | ------------------------ | ------------------------ | --- | ------------------------ | --- | ------------------------ | --- | ------------------------ | --- | --------------------------- | ------------------------ | ------------------------ | --- | ------------------------- | ------------------------- |
| Bosnia y Herzegovina | CESCR | CESCR                    | CCPR | CCPR                     | CCPR                     | CERD | CED                      | CEDAW | CEDAW                    | CAT | CAT                      | CRC | CRC                         | CRC                      | CRC                      | MWC | CRPD                      | CRPD                      |
| Bosnia y Herzegovina | CESCR | CESCR-OP                 | CCPR | CCPR-OP1                 | CCPR-OP2-DP              | CERD | CED                      | CEDAW | CEDAW-OP                 | CAT | CAT-OP                   | CRC | CRC-OP-AC                   | CRC-OP-SC                | CRC-OP-CP                | MWC | CRPD                      | CRPD-OP                   |
| Pertenencia | Bosnia y Herzegovina ha reconocido la competencia de recibir y procesar comunicaciones individuales por parte de los órganos competentes. | Sin información.         | Bosnia y Herzegovina ha reconocido la competencia de recibir y procesar comunicaciones individuales por parte de los órganos competentes. | Firmado y ratificado.    | Firmado y ratificado.    | Bosnia y Herzegovina ha reconocido la competencia de recibir y procesar comunicaciones individuales por parte de los órganos competentes. | Sin información.         | Bosnia y Herzegovina ha reconocido la competencia de recibir y procesar comunicaciones individuales por parte de los órganos competentes. | Firmado y ratificado.    | Bosnia y Herzegovina ha reconocido la competencia de recibir y procesar comunicaciones individuales por parte de los órganos competentes. | Sin información.         | Bosnia y Herzegovina ha reconocido la competencia de recibir y procesar comunicaciones individuales por parte de los órganos competentes. | Firmado pero no ratificado. | Firmado y ratificado.    | Sin información.         | Bosnia y Herzegovina ha reconocido la competencia de recibir y procesar comunicaciones individuales por parte de los órganos competentes. | Ni firmado ni ratificado. | Ni firmado ni ratificado. |
| Firmado y ratificado, firmado, pero no ratificado, ni firmado ni ratificado, sin información, ha accedido a firmar y ratificar el órgano en cuestión, pero también reconoce la competencia de recibir y procesar comunicaciones individuales por parte de los órganos competentes. | |                          | |                          |                          | |                          | |                          | |                          | |                             |                          |                          | |                           |                           |

### Organización territorial
| Bosnia y Herzegovina es una federación compuesta por dos entidades: la Federación de Bosnia y Herzegovina (azul) y la República Srpska (rosa), tal y como se fijó en los acuerdos de Dayton de 1995. |                                                |             |                  |
| Entidad | Capital                                        | Área en km² | Población (2007) |
| Federación de Bosnia y Herzegovina | Sarajevo Oeste                                 | 26.110      | 2 849 306        |
| República Srpska | Sarajevo Este (oficial), Banja Luka (de facto) | 24.526      | 1 439 673        |
| Distrito de Brčko | Brčko                                          | 493         | 78 863           |
| Idiomas Oficiales: bosnio, croata y serbio. |                                                |             |                  |

El Estado de Bosnia y Herzegovina se constituye en república federal, y se divide administrativamente en 50 distritos, siendo su capital la ciudad de Sarajevo. El país está integrado por dos entidades autónomas, cada una de las cuales posee su propio gobierno y Asamblea Nacional: la Federación de Bosnia y Herzegovina (FBH), integrada por zonas de población bosniaca-musulmana y bosnio-croatas, ocupa un 51 % del territorio total del país; y  la República Srpska (RS), de población serbobosnios, ocupa el 49 % restante, y cuyo órgano legislativo es la Asamblea Nacional de la República Srpska.
Los acuerdos de Dayton de 1995 establecieron dos estados «étnicamente puros» (debido a la eliminación física —asesinatos— o a la expulsión de las minorías étnicas entre los habitantes del país). Así surgieron: la República serbobosnia (República Srpska) y la Federación croatobosnia (Federación de Bosnia y Herzegovina). A esta división posteriormente se le sumó la ciudad autónoma de Brčko (DB) en el año 2000, ubicada al NE del país, ocupando zonas de las dos entidades principales del Estado bosnio.
El tercer nivel de la subdivisión político-administrativa de Bosnia y Herzegovina, se manifiesta a través de los cantones, pero estos solo se encuentran en la FBH. Hay diez cantones en la FBH, cada uno de los cuales posee su propio gobierno cantonal, los cuales se encuentran bajo la Constitución de la Federación. Algunos de los cantones poseen distintos componentes étnicos y por ello poseen leyes especiales a fin de equilibrar las fuerzas entre las etnias.
El cuarto nivel en la división política de Bosnia y Herzegovina son las municipalidades. La FBH se divide en 74 municipalidades y la RS en 63. Las Municipalidades, poseen gobiernos locales y comúnmente se expanden alrededor de la ciudad más importante dentro de sus territorios, es así que muchas municipalidades tienen una larga historia y tradición que se expresa en estas divisiones, pero también hay otras que son producto exclusivo de la subdivisión tras la guerra de los años noventa. Cada cantón de la FBH comprende varias municipalidades.

## Geografía

Mapa físico de Bosnia-Herzegovina.

Bosnia Herzegovina se encuentra ubicada en la parte occidental de la península de los Balcanes, limitando al norte, oeste y suroeste con Croacia (956 km); al este con Serbia (345 km) y al sureste con Montenegro (242 km).
El país es en su mayoría montañoso, atravesado por los Alpes Dináricos. Sectores del noreste se cruzan con la llanura panónica, mientras que en el sur limita con el Mar Adriático. Pero Bosnia y Herzegovina tiene tan solo 20 kilómetros de costas, en las proximidades de la ciudad de Neum —en el cantón Herzegovina-Neretva—, que se encuentra enclavada dentro del territorio croata y sus aguas territoriales, este pequeño saliente divide la costa croata en dos partes.
El nombre del país proviene de dos regiones históricas: Bosnia y Herzegovina, las que en la actualidad poseen una vaga frontera entre ellas. Bosnia se encuentra en las áreas del norte del país que aproximadamente son 4/5 del territorio y el resto, en el sur, pertenecen a Herzegovina.
Las ciudades más importantes son: la capital Sarajevo, que también lo es de Bosnia, Banja Luka en la región noroeste conocida como Bosanska Krajina, Bijeljina y Tuzla en el noreste, Zenica en la parte central de Bosnia y Mostar, que es la capital de Herzegovina.

La parte sur de Bosnia posee un clima mediterráneo y es ideal para la agricultura, la parte central es la más montañosa. Las máximas alturas son los montes Vlasic, Cvrsnica y Prenj. Al este también presenta montañas como Trebevic, Jahorina, Igman, Bjelasnica and Treskavica. El este está ocupado por bosques densos a lo largo de la cuenca del río Drina; casi el 50 % de la superficie de Bosnia y Herzegovina es forestal. La zona noroeste de Bosnia y Herzegovina es denominada Bosanska Krajina y en ella se encuentran las ciudades de Banja Luka, Sanski Most, Cazin, Velika Kladuša y Bihać. El parque nacional Kozara se encuentra en esta región boscosa.

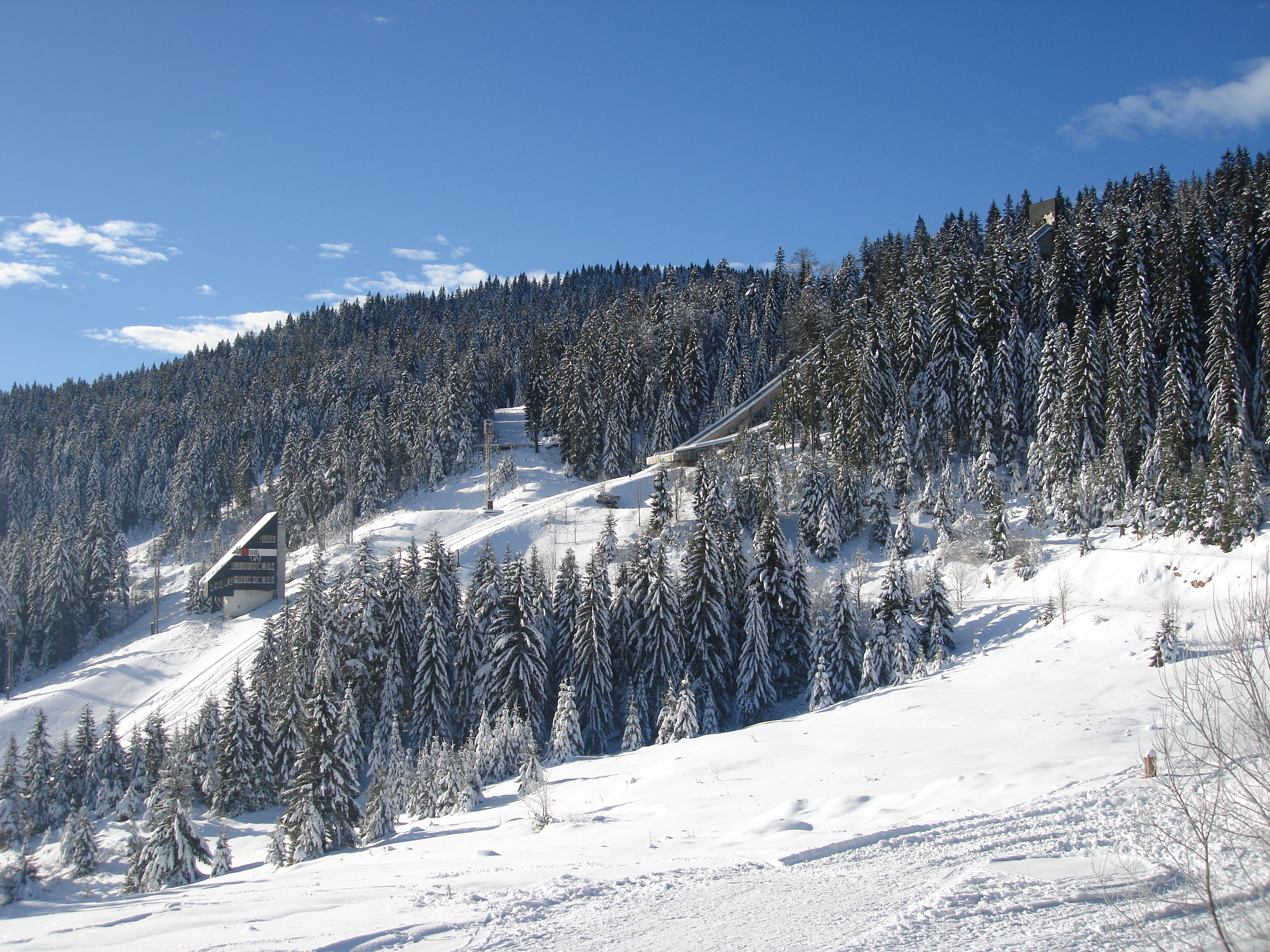
Monte Igman

Sarajevo es ahora una de las capitales más contaminadas del mundo. La contaminación atmosférica es responsable de casi una de cada cinco muertes.

### Localización
Se encuentra en el sureste de Europa, en la parte occidental de la Península Balcánica, entre 42° y 46° N y 15° y 20° E. Su superficie es de 51.129 km² (51.209,2 km² de los cuales 51.197 km² son terrestres y 12,2 km² son marítimos). La longitud de la frontera con los países vecinos es de 1.538 km, de los cuales la frontera terrestre tiene 774 km, la frontera fluvial 751 km y la frontera marítima 13 km. Limita con Croacia al norte, noroeste y sur (932 km), Serbia al este (357 km) y Montenegro al sureste (248 km). En el extremo sur, en el territorio del municipio de Neum, se abre al mar Adriático en una longitud de unos 20 km. Las fronteras de Bosnia y Herzegovina son en su mayoría de origen natural y están formadas en su mayoría por los ríos Drina, Sava y Una, y montañas como Dinara en el suroeste.
El pico más alto es Maglić (2.386 m), en la parte sureste, en la frontera con Montenegro. El río más largo que atraviesa Bosnia y Herzegovina es el Sava, y el mayor de los lagos es el Buško, un embalse artificial con una superficie de 56,7 km².

### Flora

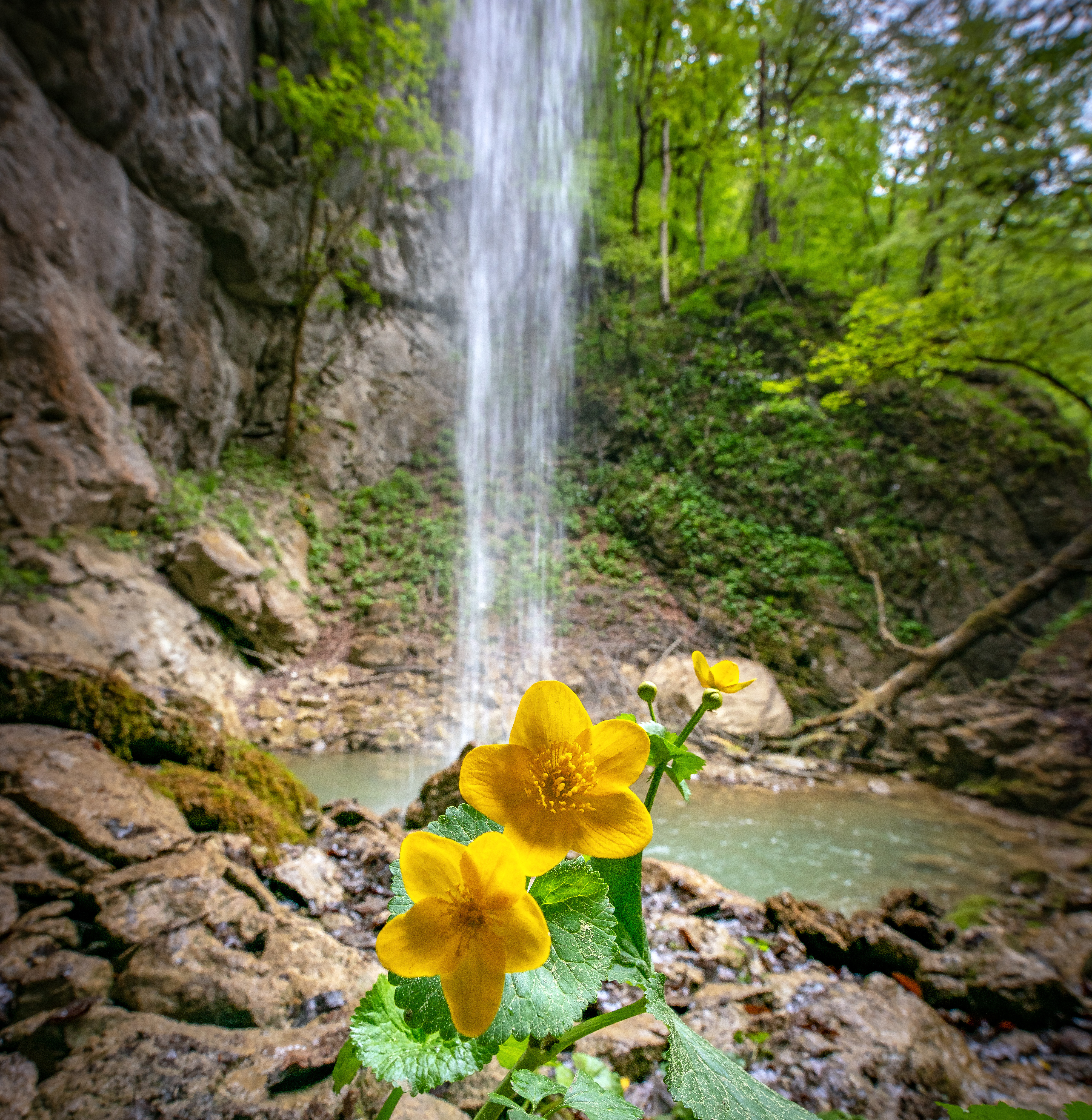
Flores Ranunculaceae al lado de una cascada en Bosnia y Herzegovina

Muchas especies vegetales en peligro de extinción tienen su hábitat en las altas montañas del país. En el parque nacional de Sutjeska, a orillas del río del mismo nombre, se encuentra el bosque primitivo de Perućica, uno de los más grandes que se conservan en Europa. En la zona de los montes Dináricos, una altitud de entre 500 y 1000 metros se considera una zona baja. En esta zona son típicos los bosques de robles y hayas. A 1.500 metros de altitud, se produce una forestación de hayas, abetos y pinos. Un árbol que se da en casi todas las montañas del país es el pino silvestre. Una mezcla de todas estas especies de árboles se encuentra cuando las zonas boscosas comienzan a baja altura y continúan hacia arriba. En este caso se habla de una provincia de flora ilicitana.
Las plantas de montaña como la anémona, el tomillo y la hierba de gato pueden encontrarse en todas las áreas de la zona alta. Como la clásica flora alpina, se encuentran en las montañas de todo el país. Una característica especial son los sumideros formados por derrumbes. En las grandes superficies de los sumideros se encuentran plantas típicas de un paisaje montañoso más frío, mientras que en los bordes crecen plantas típicas del Mediterráneo. Un buen ejemplo de la flora del país es la montaña Bjelašnica. Al pie de la montaña se encuentran varias especies de árboles caducifolios como robles, robles albar o de invierno, espinos y hayas negras. En las regiones más altas, predomina un bosque mixto con hayas y abetos.
El nogal es originario del sureste de Europa y está muy extendido en la zona baja. En la alta montaña predomina el enebro, extraordinariamente resistente al frío. En primavera, se puede encontrar un gran número de flores. Los representantes típicos son las violetas, las gencianas, los narcisos, la manzanilla, el ajo silvestre, las prímulas aromáticas, las flores de víbora y los pensamientos. Muchas flores ya ampliamente extinguidas se han naturalizado en Bosnia y Herzegovina, como las plantas de orquídeas del lago Prokoško. Algunos suelos calcáreos ofrecen condiciones ideales para las plantas de orquídeas, como la orquídea roja del bosque o el jacinto de montaña. Debido al clima cálido, las plantas de lirio también prosperan en esta región. Por ejemplo, en Bosnia y Herzegovina crecen algunos representantes raros del género Tulipa, como la Tulipa biflora, extendida desde Croacia hasta Albania, o la Tulipa orphanidea, que es una rareza y se beneficia de la naturaleza virgen.
Además, el país cuenta con un número considerable de endemismos. Lilium carniolicum var. bosniacum es endémica de Bosnia central en suelos calcáreos. Durante mucho tiempo su clasificación no estuvo clara, lo que hizo que se contara como una subespecie o variedad entre los lirios pirenaicos o como un sinónimo de Lilia chalcedonica. Solo tras los estudios de genética molecular se asignó finalmente a la Krainer Lilie. Una planta que también estuvo sin clasificación clara durante mucho tiempo y que prospera en Bosnia es Lilium jankae. Su presencia llega hasta los montes Ródope.

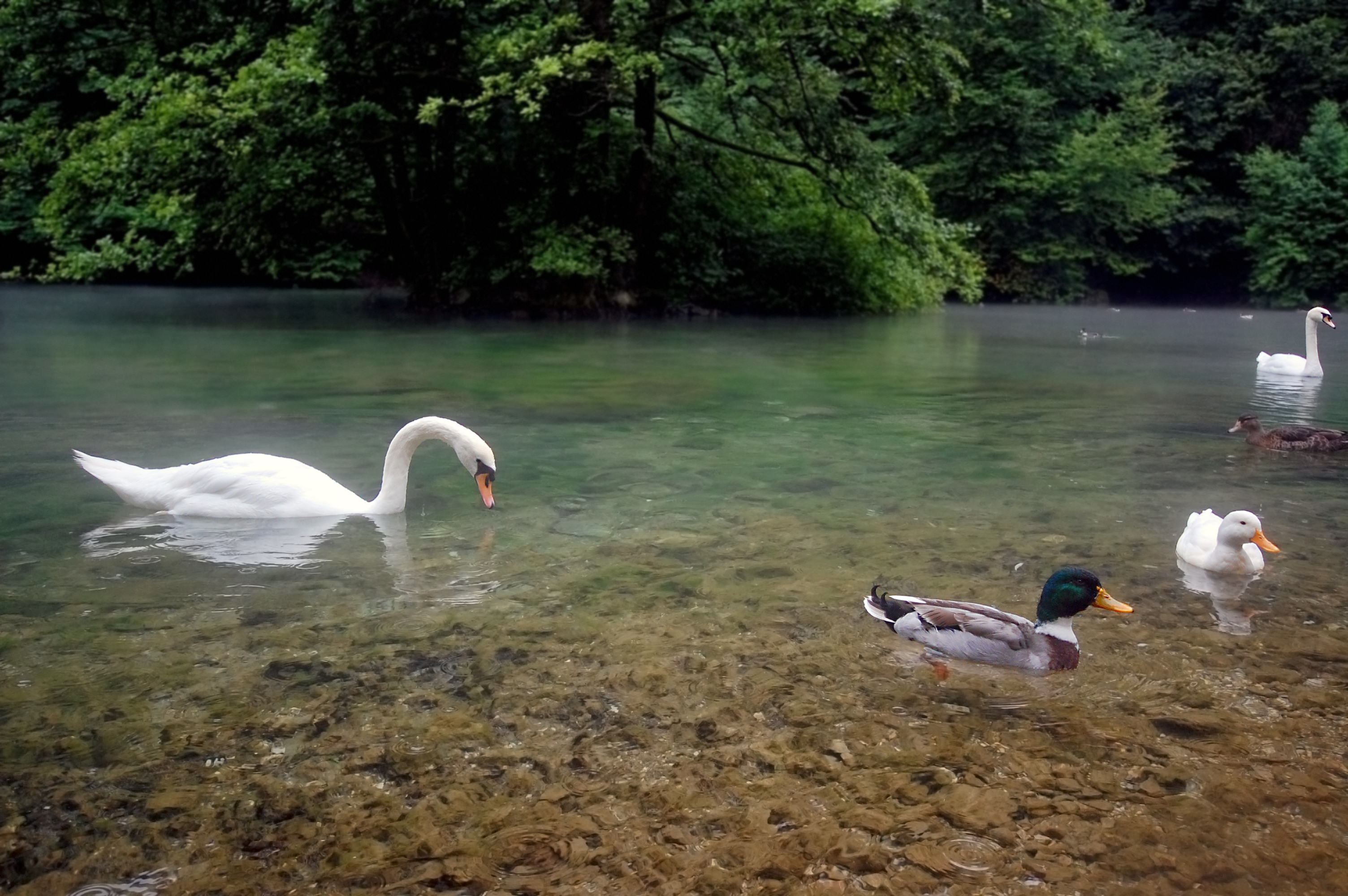
Un grupo de patos en Vrelo Bosne

### Fauna
Las anguilas pueden encontrarse en Hutovo Blato, por ejemplo. Hutovo Blato es un parque natural que incluye muchos pequeños lagos y pantanos. También se puede encontrar un gran número de otras especies acuáticas, especialmente numerosas especies de cangrejos de río.
De las muchas especies de serpientes que se pueden encontrar en Bosnia y Herzegovina, dos son venenosas. Entre las venenosas se encuentran la víbora cornuda europea y la víbora. La serpiente de cuatro rayas es una de las especies no venenosas. Además de las serpientes, en Bosnia y Herzegovina vive un gran número de otros reptiles, como los lagartos.
La fascinante avifauna se ha conservado bien en las montañas bosnias. El pito verde es originario de los bosques caducifolios y el pito negro de los bosques de coníferas del país. Los buitres leonados son nativos de algunas montañas como Bjelašnica. Entre las aves rapaces más importantes del país se encuentran el águila real y las especies de halcones. El águila real se encuentra cerca de la costa y en las numerosas montañas. El cernícalo se encuentra en toda Bosnia y Herzegovina. El halcón lanero se encuentra en unas pocas parejas reproductoras en Herzegovina. También están representados en el país innumerables géneros de insectos y escarabajos.
El animal más grande del país es el oso pardo, en peligro de extinción, del que viven unos 2.800 ejemplares en Bosnia y Herzegovina.

### Hidrografía

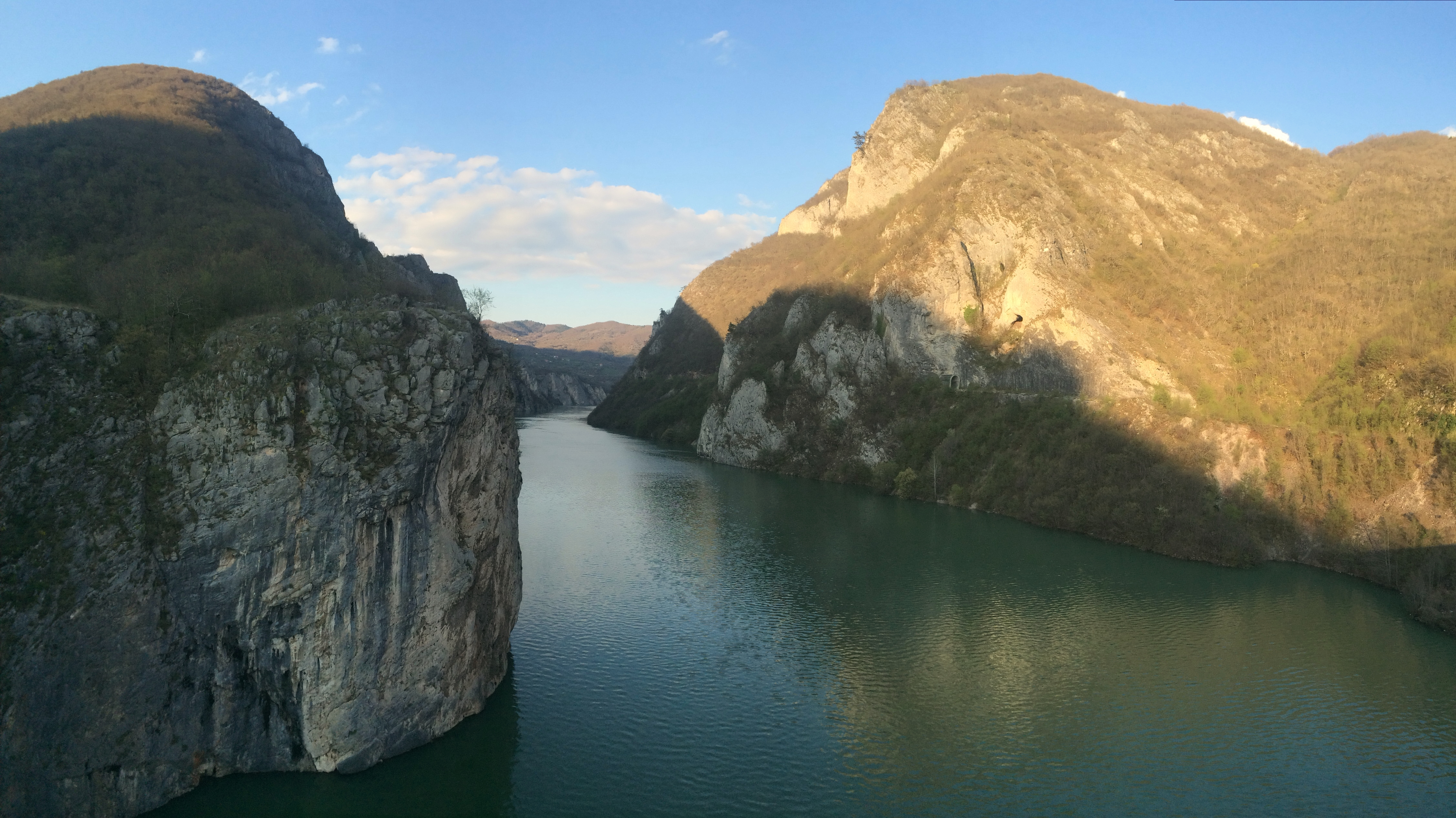
Confluencia de los ríos Lim y Drina en Bosnia y Herzegovina

Los ríos más importantes del país son el Sava y el Drina, que limitan con Bosnia y Herzegovina al norte y al este, y el Bosna, que nace en el interior y desemboca en el Sava. Casi todo el territorio de Bosnia pertenece a la cuenca del Sava o del Mar Negro, mientras que los ríos de Herzegovina desaguan -en parte subterráneos- en el Mar Adriático.
Los valles de los ríos más grandes de Bosnia se extienden casi exclusivamente en dirección norte-sur, lo que es importante para la historia del asentamiento y el transporte del país. Los ríos más grandes son el Una y el Sana, el Vrbas y el Neretva. Aparte del río Sava, en la frontera con Croacia, ningún río de Bosnia y Herzegovina es navegable.
Bosnia y Herzegovina está situada en el Corazón Azul de Europa.
Bosnia y Herzegovina tiene pocos lagos importantes. La mayoría de las grandes aguas tranquilas han sido embalsadas artificialmente. Existen grandes embalses en el Drina (por ejemplo, el lago Zvornik), el Neretva (Jablaničko jezero), el Vrbas y el Trebišnjica (Bilećko jezero). El jezero de Modračko, cerca de Lukavac, en el cantón de Tuzla, también es un embalse.
A grandes rasgos se considera que hay siete grandes ríos en la República de Bosnia Herzegovina:
- El río Una corre a lo largo de la frontera norte y oeste de Bosnia con Croacia, atravesando la ciudad bosnia de Bihać. Es muy popular para la práctica de deportes acuáticos y de balsismo.

- El río Sana fluye desde la ciudad de Sanski Most y es tributario del río Sava en el norte.

- El Vbras pasa por la parte central de Bosnia, atraviesa las ciudades de Gornji Vakuf - Uskoplje, Bugojno, Jajce y Banja Luka y se encuentra con el río Sava en el norte.

- El Bosna es uno de los más largos. Nace cerca de Sarajevo y desemboca al norte en el Sava.

- El Drina fluye desde la parte este de Bosnia y Herzegovina. En muchos lugares constituye la frontera entre Bosnia y Herzegovina con Serbia. El río Drina pasa por las ciudades de Foča, Goražde y Višegrad.

- El río Neretva se encuentra en parte central y sur del país, corre desde Jablanica al sur hasta el Mar Adriático. La ciudad de Mostar se encuentra a sus orillas.

- El río Sava atraviesa los territorios de Serbia, Bosnia y Herzegovina y Croacia. El Sava sirve como frontera natural entre Bosnia y Herzegovina y Croacia y ciudades como Brcko, Bosanski Samac, Bosanska Gradiska se encuentran a orillas de este río.

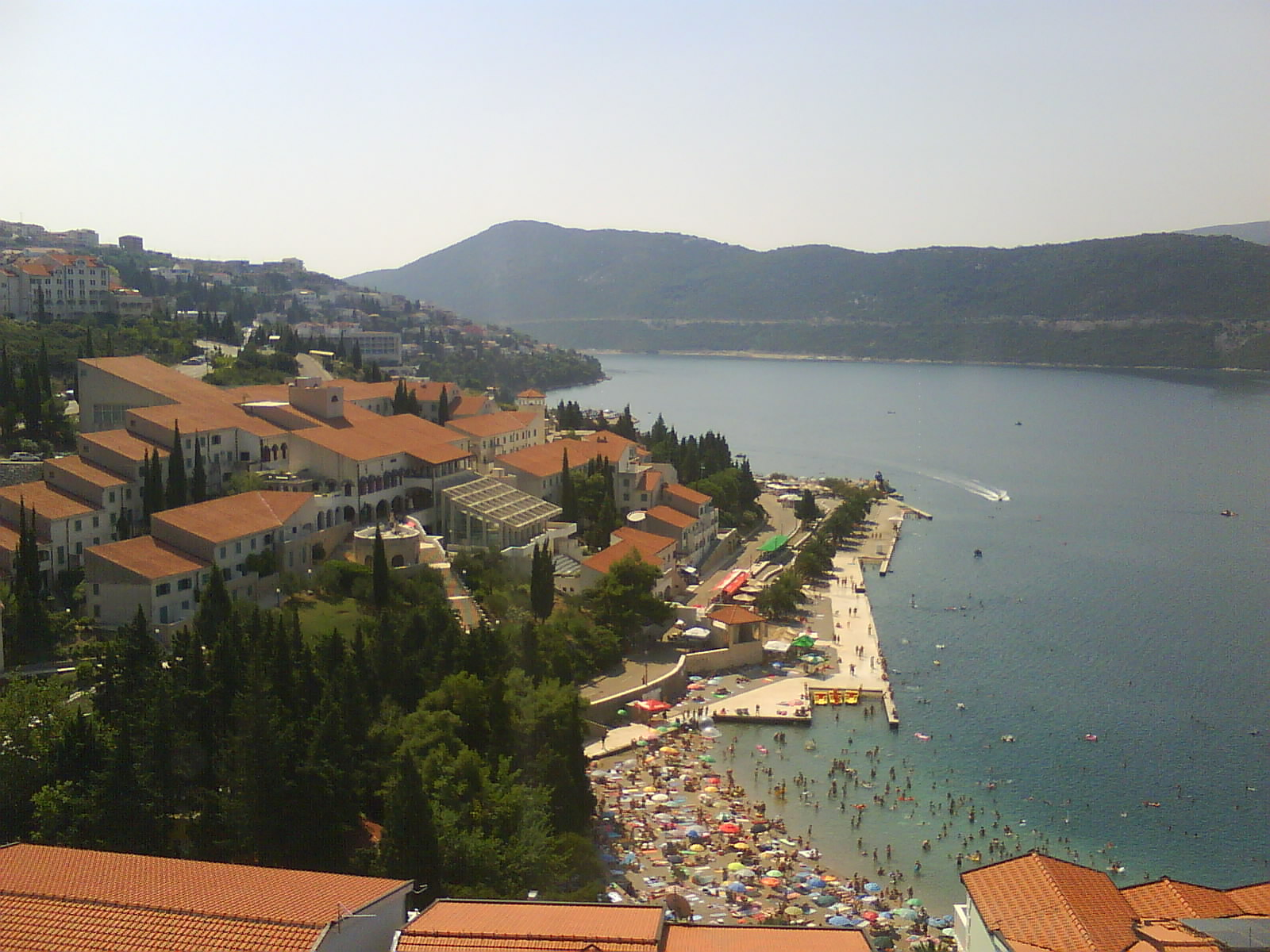
Neum en la costa de Bosnia y Herzegovina

### Paisaje y medio ambiente
Bosnia ofrece una gran variedad de paisajes, con cordilleras boscosas, bosques vírgenes, lagos, ríos frondosos y cascadas. Alrededor de dos quintas partes del país están arboladas con pinos, hayas y robles. Este hecho sitúa a Bosnia y Herzegovina en el grupo de países europeos con mayor riqueza forestal.
Todas las características geográficas explicadas anteriormente han influido en la formación de rasgos biogeográficos específicos de Bosnia y Herzegovina, que se reflejan en la elevada biodiversidad.
Se registran un total de 3.700 especies de plantas con flor, así como varios cientos de otras plantas y hongos. Algunos de ellos son endémicos, como el famoso Lilium bosniacum y el Picea omorika. La alta biodiversidad también se aplica al mundo animal, pero se reduce considerablemente con el paso del tiempo.
Esta diversidad de paisajes y ecosistemas está amenazada y requiere una protección urgente. En Bosnia y Herzegovina hay cuatro parques nacionales y ocho parques naturales. La superficie total de la zona protegida es solo el 1,13% de su territorio total.
Bosnia y Herzegovina tiene varios problemas medioambientales. Entre ellos se encuentra la contaminación atmosférica de las plantas metalúrgicas y las centrales eléctricas de carbón. La falta de conciencia ambiental, la deforestación intensiva y la tala ilegal intensifican este problema. Los vertederos municipales son limitados y las instalaciones de tratamiento de aguas residuales y gestión de inundaciones son inadecuadas. Las minas terrestres de la guerra civil de 1992-1995 siguen siendo una amenaza en algunas zonas.
El clima de Bosnia-Herzegovina varía desde el continental templado en la parte norte de la llanura panónica a lo largo del río Sava, hasta el alpino en las regiones montañosas y el mediterráneo en la zona costera y la región de Herzegovina en el sur y el sureste.

## Economía

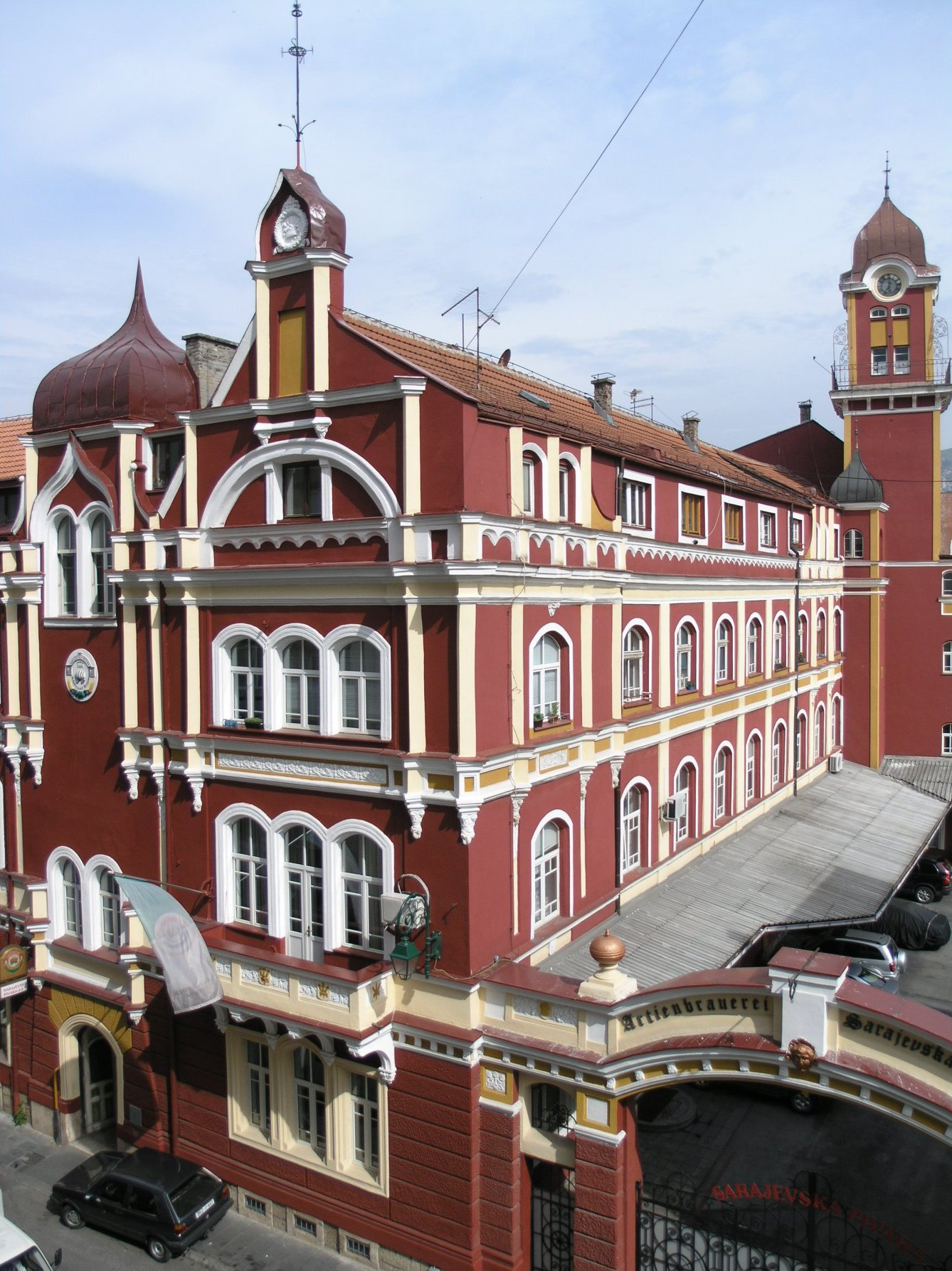
Sarajevska Pivara, una cervecería de Sarajevo.

Actualmente es una de las repúblicas más pobres de la antigua Yugoslavia debido a la devastadora guerra de Bosnia (1992-1995). Durante los años de la guerra, la economía no solo estaba estancada sino que experimentó un enorme retroceso y la mayor parte de la población subsistía gracias a la ayuda humanitaria exterior. Al deterioro de la economía se unió el bloqueo económico por parte de países vecinos -Serbia y Croacia.
El marco convertible bosnio (konvertibilna marka, BAM) es la unidad monetaria de esta república. Se divide en 100 pfennig (pfeninga). Tiene una paridad frente al euro de 0,51129 EUR por 1 BAM (es decir 1 EUR = 1,95583 BAM), la misma que se fijó para el canje del antiguo marco alemán con la aparición del euro. Hay en circulación en la actualidad (junio de 2006) monedas de 5, 10, 20 y 50 pfennig, y de 1, 2 y 5 marcos; así como billetes de 1, 2, 5, 10, 20, 50, 100 y 200 marcos. Salvo el billete de 200 marcos, los demás presentan dos modelos: uno para la Federación de Bosnia y Herzegovina, otro para la República Srpska.
En 1991, un año antes de la guerra, en plena crisis económica de la ex Yugoslavia a medio desintegrar (Eslovenia y Croacia ya estaban fuera de la unión), el producto interior bruto era de 14 000 millones de dólares, pero la tasa ha decrecido un 37 % desde entonces.
La guerra en la década de 1990 causó un cambio dramático en la economía de Bosnia. El PIB cayó un 60 % y la destrucción de la infraestructura física devastó la economía. Con gran parte de la capacidad de producción sin restaurar, la economía bosnia todavía enfrenta dificultades considerables. Las cifras muestran que el PIB y el ingreso per cápita aumentaron un 10% de 2003 a 2004. Otras consideraciones económicas son la necesidad de reducción de la deuda nacional de Bosnia, un desempleo del 38,7% y un gran déficit comercial siguen siendo aún dominantes.
En 2017, las exportaciones crecieron un 17 % en comparación con el año anterior, totalizando 5650 millones de euros. El volumen total de comercio exterior en 2017 ascendió a 14,970 millones de euros y aumentó un 14 % en comparación con el año anterior. Las importaciones de bienes aumentaron un 12 % y ascendieron a 9320 millones de euros. La cobertura de las importaciones por exportaciones ha aumentado en un 3 % en comparación con el año anterior y ahora es del 61 %. En 2017, Bosnia y Herzegovina exportó principalmente asientos de automóviles, electricidad, madera procesada, aluminio y muebles. La tasa de desempleo en 2017 fue del 20,5 %, pero el Instituto de Estudios Económicos Internacionales de Viena prevé una caída de la tasa de desempleo para los próximos años. En 2018, el desempleo debería ser del 19,4 % y debería caer aún más al 18,8 % en 2019. En 2020, la tasa de desempleo debería bajar al 18,3 %.
Según el Índice mundial de innovación, a cargo de la Organización Mundial de la Propiedad Intelectual, en 2024, Bosnia y Herzegovina se ubicó en lugar 80 en innovación entre 133 países del mundo; mientras que en 2023 ocupó el lugar 77 y el lugar 70 en 2022.

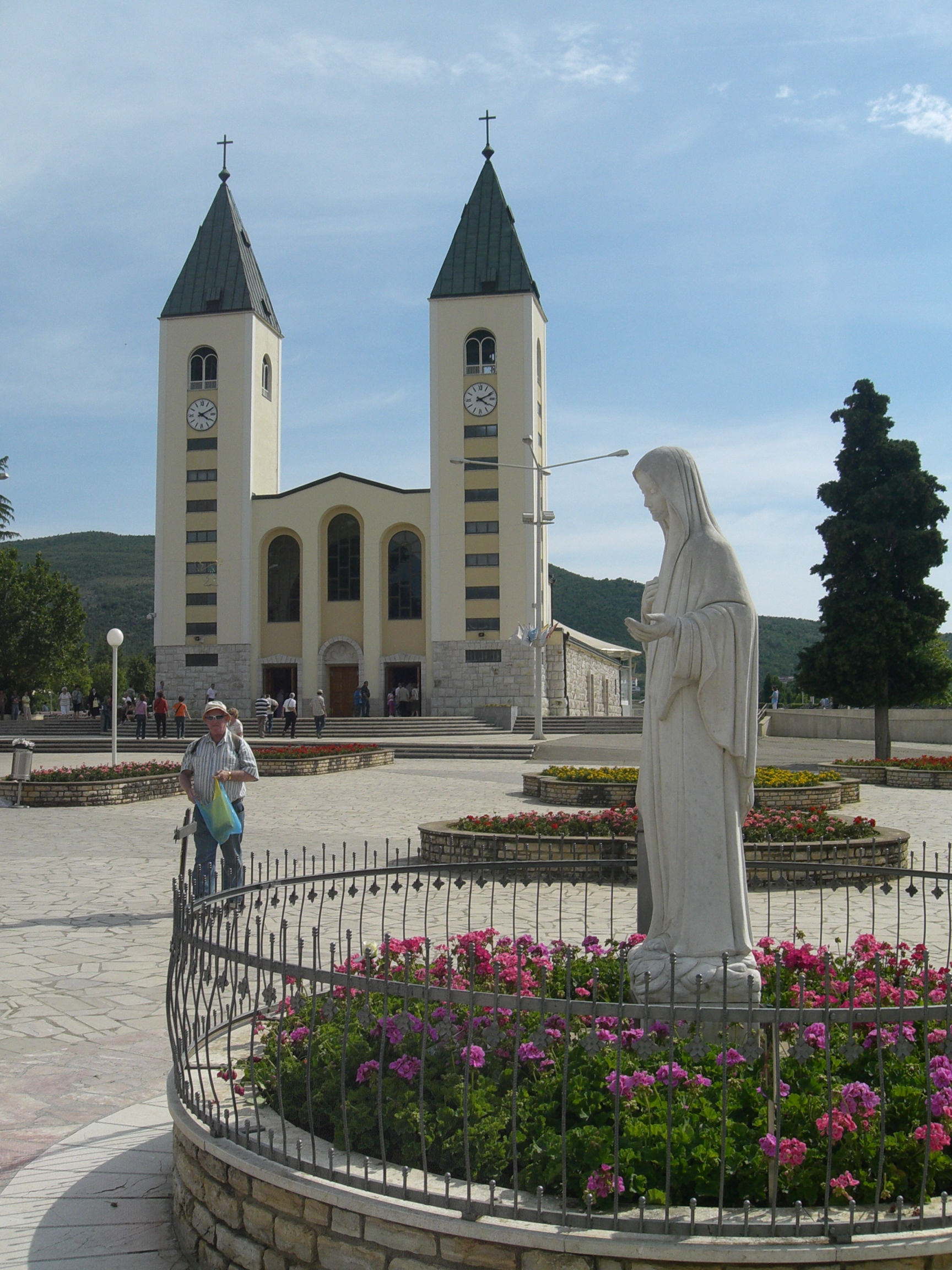
El santuario mariano de Nuestra Señora de Medjugorje es una de las mayores atracciones turísticas de Bosnia y Herzegovina.

### Turismo
El turismo se está convirtiendo en un gran contribuyente de la economía bosnia. Como resultado, Bosnia-Herzegovina cuenta ahora con una amplia industria turística y un sector de servicios en rápida expansión gracias al fuerte crecimiento anual de las llegadas de turistas. El país también se beneficia de ser un destino tanto de verano como de invierno, con continuidad en su turismo durante todo el año.
Al ser un país predominantemente montañoso, Bosnia-Herzegovina ofrece algunas de las vacaciones de esquí con mejor relación calidad-precio de Europa.
En marzo de 2012, Sarajevo ganó el concurso «La mejor ciudad para visitar» del blog de viajes Foxnomad, superando a más de cien ciudades de todo el mundo.
Más recientemente, la ciudad de Visoko ha experimentado un considerable aumento de la llegada de turistas debido al supuesto descubrimiento de las pirámides bosnias, atrayendo a más de 10 000 turistas en el primer fin de semana de junio de 2006.
Međugorje se ha convertido en uno de los lugares de peregrinación más populares para los católicos (y personas de otras confesiones) del mundo y se ha convertido en el tercer lugar religioso más importante de Europa, donde cada año lo visitan más de un millón de personas Se calcula que 30 millones de peregrinos han acudido a Međugorje desde que comenzaron las supuestas apariciones en 1981.
Neum, en la costa adriática, tiene colinas escarpadas, playas de arena y varios grandes hoteles turísticos. Los precios suelen ser más bajos que en la vecina Croacia, lo que la hace popular entre los compradores. El turismo y el comercio que conlleva es el principal contribuyente a la economía de la zona. El turismo en Neum está activo sobre todo en la región costera. La zona interior detrás de Neum tiene una rica historia arqueológica y una naturaleza virgen, y está empezando a desarrollar el turismo agrícola.

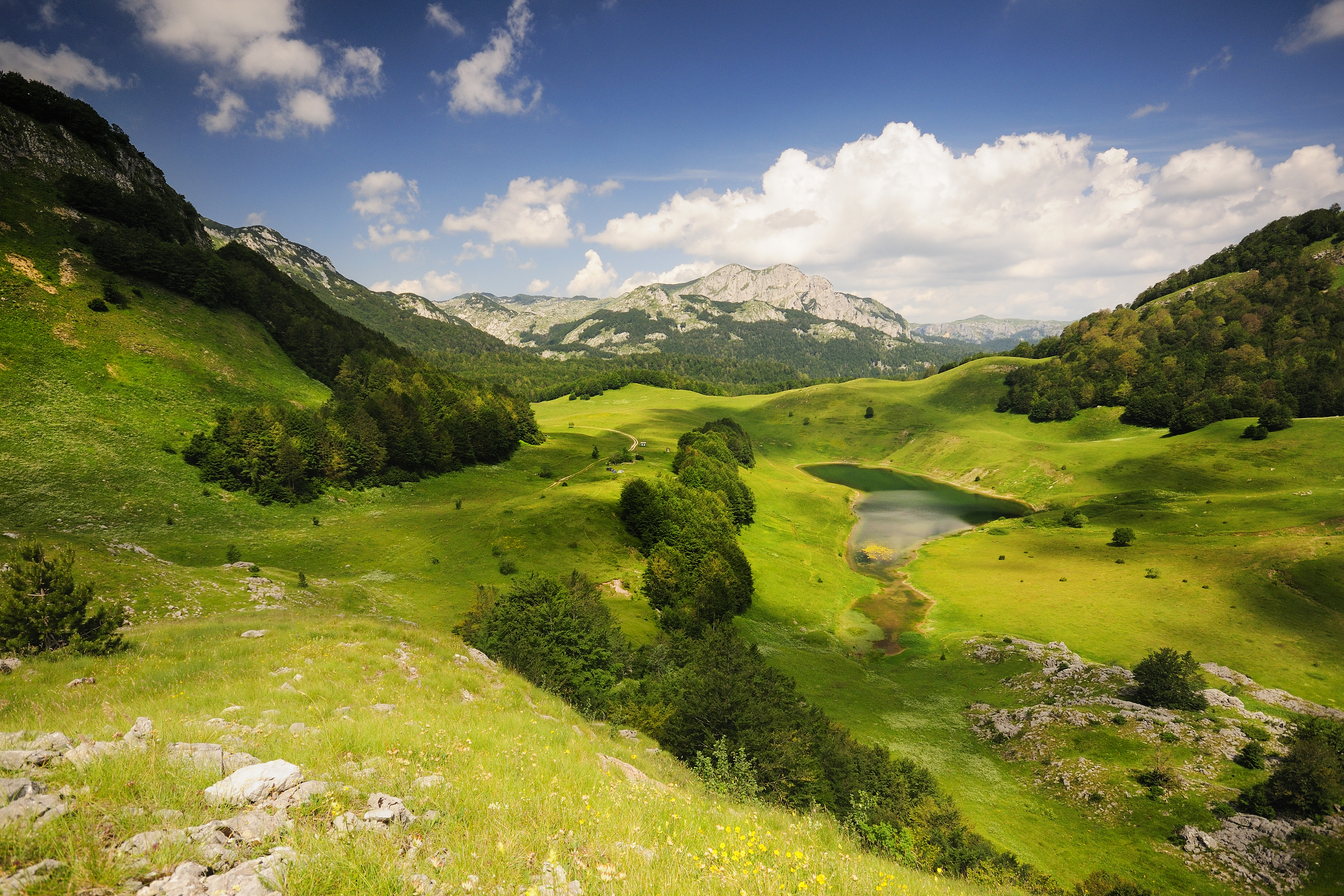
Parque nacional Sutjeska, República Srpska

Las vacaciones en Bosnia se han hecho populares entre los árabes del Golfo procedentes de Arabia Oriental.
Durante los Juegos Olímpicos de Invierno de 1984, las montañas de Bjelašnica, Jahorina e Igman acogieron las pruebas de esquí. Estas son las montañas de esquí más visitadas de Bosnia-Herzegovina.
La estación de esquí de Jahorina fue la sede de las pruebas de esquí alpino femenino. Las pruebas alpinas masculinas se celebraron en Bjelašnica. En Igman, la zona de Malo Polije acogió las pruebas de salto de esquí y la parte de salto de esquí de la combinada nórdica. Por su parte, Veliko Polje acogió el biatlón, el esquí de fondo y la parte de esquí de fondo de la prueba combinada nórdica.
Sarajevo acogió el Festival Olímpico de la Juventud Europea en 2017 y, por ello, se realizaron grandes inversiones para construir modernos remontes y alojamientos de notable calidad, especialmente en Bjelašnica y Jahorina.
La montaña Vlašić también se ha convertido en un importante centro de turismo de invierno debido a su excelente alojamiento para el esquí, el snowboard y otros deportes de invierno. También es un destino para el verano y el ecoturismo, con muchas rutas de senderismo y áreas silvestres no perturbadas.
La montaña y el parque nacional de Kozara se han convertido en los últimos años en una atracción turística para el esquí y el senderismo.
Las llegadas de turistas crecieron una media del 24 % anual entre 1995 y 2000. El sólido crecimiento de las llegadas a la región europea en 2007 se debió en gran parte a los buenos resultados de la Europa meridional y mediterránea (+7%). En particular, Bosnia y Herzegovina fue uno de los países más fuertes, con un crecimiento del 20%. En 2013, el Foro Económico Mundial informó en su Informe de Competitividad de Viajes y Turismo que Bosnia y Herzegovina era la octava nación más amigable del mundo con los turistas.

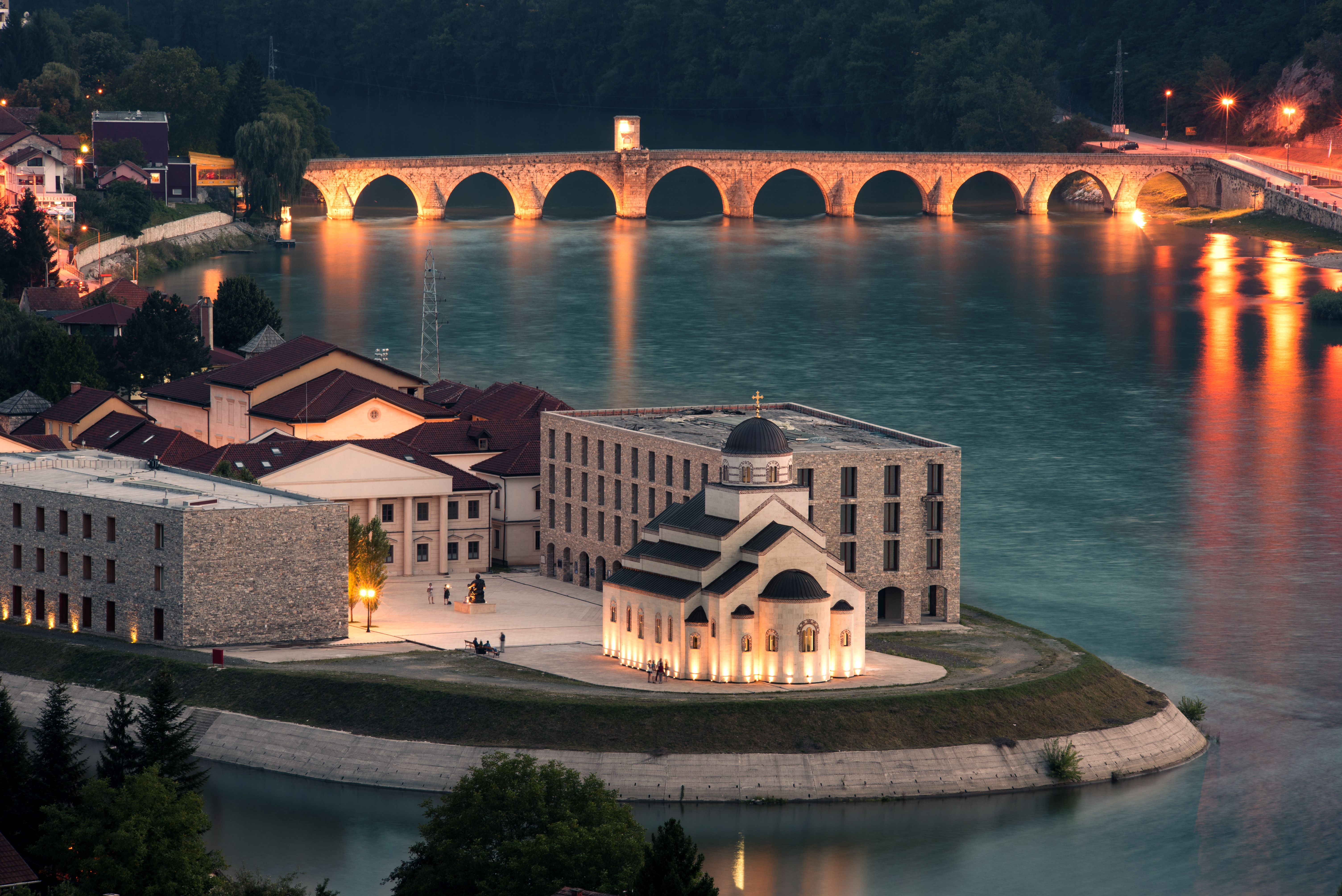
Andrićgrad, y el puente Mehmed Paša Sokolović, Patrimonio de la Humanidad desde 2007

En 2015, Bosnia y Herzegovina superó el millón de llegadas y continuó el crecimiento en 2016 registrando 1.148.530 llegadas (+11,6%) combinadas con 2.376.743 pernoctaciones (+10,9%). El 67,6% de las llegadas de turistas y el 69% de las pernoctaciones procedían de países extranjeros. Según una estimación de la Organización Mundial del Turismo, Bosnia y Herzegovina tendrá la tercera tasa de crecimiento turístico más alta del mundo entre 1995 y 2020. Los principales países emisores en 2016 han sido Croacia (11 % de llegadas, 11,9 % de noches), Serbia (8,9 % de llegadas, 8,4 % de noches), Turquía (10,7 % de llegadas, 8,0 % de noches), Eslovenia (6,5 % de llegadas, 6,0 % de noches) e Italia (5,4 % de llegadas, 6,5 % de noches) Además, se calcula que más de un millón de personas visitan Međugorje cada año, pero la gran mayoría no es registrada por los proveedores de alojamiento.
En 2019, 1.990.451 turistas visitaron Bosnia-Herzegovina, un aumento del 23,6% y tuvieron 4.100.401 pernoctaciones hoteleras, un aumento del 22,6% respecto al año anterior. Además, el 74,4% de los turistas procedían de países extranjeros.

## Demografía
Según el censo de población realizado en 1991, Bosnia y Herzegovina tenía una población de 4 369 319 habitantes, mientras que el censo del Banco Mundial realizado en 1996 bajó hasta los 3 764 425 habitantes. Los movimientos migratorios producidos a gran escala durante las guerras yugoslavas en los años noventa han causado grandes cambios demográficos en el país. Entre 1991 y 2013, los desacuerdos políticos hicieron imposible organizar un censo. Se planeó la realización de un censo en el 2011, y posteriormente en el 2012, pero no se realizó hasta octubre del 2013. Según el censo de población realizado en ese año hay un total de 3 791 622 habitantes en 1,16 millón de viviendas; por lo que ha habido una reducción de 585 411 habitantes desde el censo de 1991.
En Bosnia y Herzegovina habitan principalmente tres grupos étnicos, los cuales son los bosníacos, serbios y croatas. También se pueden encontrar minorías como los judíos y los gitanos. Según los datos del censo de 2013, los bosníacos constituyen el 50,11 % de la población, los serbios el 30,78 %, los croatas el 15,43 %, mientras que otras etnias corresponden al 2,73 %, mientras que el resto de la población no responden.
El territorio se divide en la Federación de Bosnia y Herzegovina y la República Srpska. Proporcionalmente, la Federación ocupa un 51% del territorio y la República, el 49 % restante. La zona denominada Herzegovina es contigua a Croacia y Montenegro, y tradicionalmente fue poblada por una mayoría étnica croata en el oeste y serbia en el este.

### Religión
| Religión en Bosnia-Herzegovina (2013) | Religión en Bosnia-Herzegovina (2013) | Religión en Bosnia-Herzegovina (2013) | Religión en Bosnia-Herzegovina (2013) | Religión en Bosnia-Herzegovina (2013) |
| ------------------------------------- | ------------------------------------- | ------------------------------------- | ------------------------------------- | ------------------------------------- |
| Religión                              | Religión                              |                                       | Porcentaje                            | Porcentaje                            |
| Islam                                 | Islam                                 |                                       | 51 %                                  | 51 %                                  |
| Cristianismo                          | Cristianismo                          |                                       | 46 %                                  | 46 %                                  |
| -Ortodoxos                            | -Ortodoxos                            |                                       | 31 %                                  | 31 %                                  |
| -Católicos                            | -Católicos                            |                                       | 15 %                                  | 15 %                                  |
| Otras                                 | Otras                                 |                                       | 3 %                                   | 3 %                                   |

Según el censo de 2013, el islam es la religión mayoritaria en Bosnia y Herzegovina, ya que comprende el 51% de la población. Los suníes comprenden el 38 % del total de la población, mientras que el resto son chiíes, siguen otras ramas o no se identifican con ninguna denominación. El islam que se practicá en el país es muy diferente al de Oriente Medio. Al menos hasta la guerra civil en los años 1990, era normal que los hombres cristianos se pudieran casar con mujeres musulmanas sin tener que convertirse al islam, aunque esto no es posible en el islam clásico.
46 % de la población se identifica con el cristianismo; de los cuales la iglesia ortodoxa serbia conforma el grupo mayoritario, comprendiendo el 31 % de la población (los cuales se identifican como serbios), y la Iglesia católica el 15 % (los cuales se identifican como croatas). Los grupos minoritarios comprenden el agnosticismo con un 0,3 %, el ateísmo con un 0,8 % y otros el 1,15 %, mientras que el 1,1 % restante no declara su religión o no responde. Una encuesta del 2012 muestra que el 54 % de los musulmanes de Bosnia no sigue ninguna denominación, mientras que el 38% sigue el sunismo.

### Educación

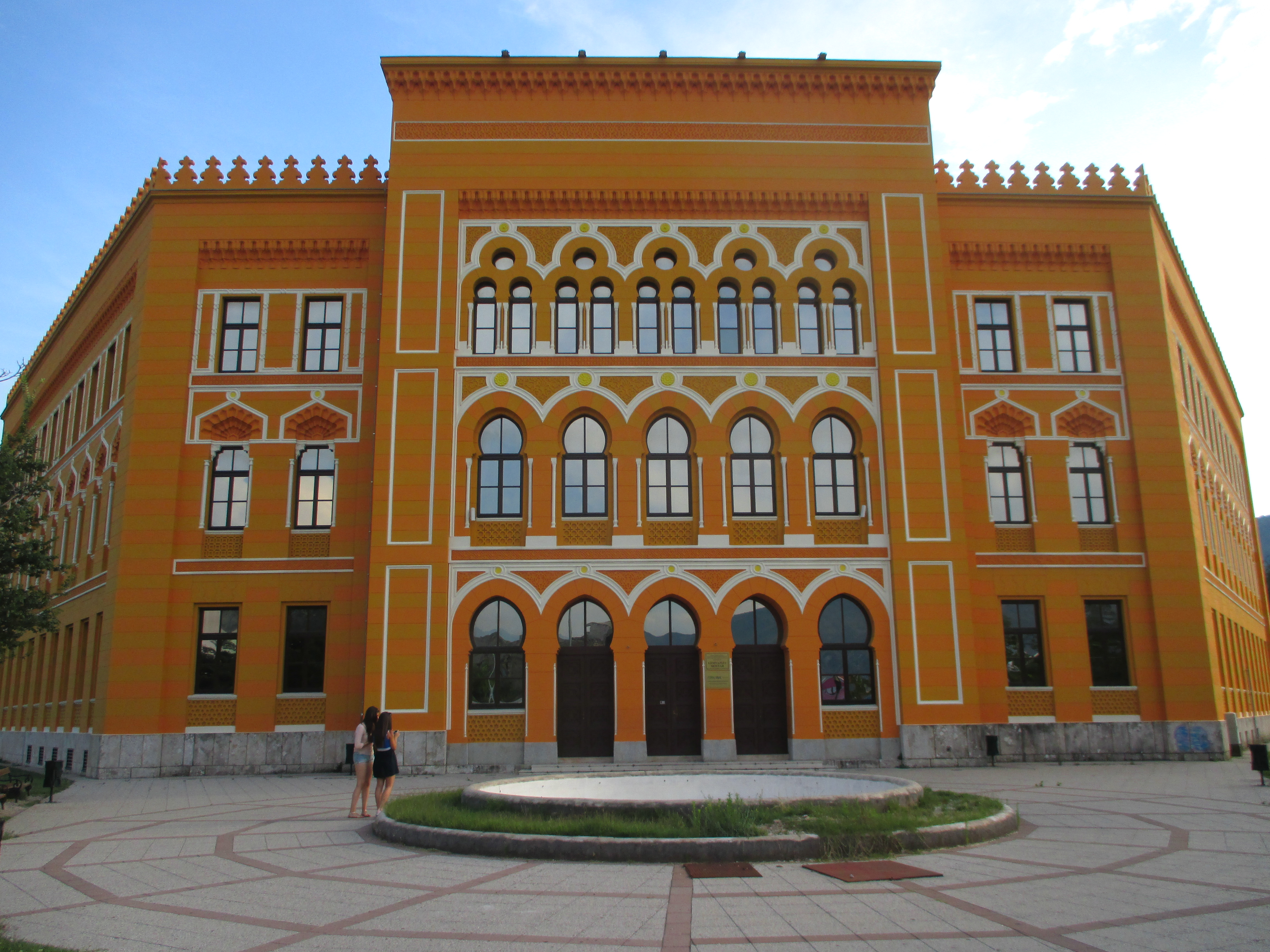
Una escuela de Mostar (Gimnazija Mostar) frente a la plaza España (Španjolski trg)

La educación en Bosnia y Herzegovina tiene una larga historia, y la primera institución de educación superior que se estableció fue la Escuela de Sufismo Gazi Husrev Bey, fundada en 1531, después de lo cual se abrieron otras escuelas religiosas con el tiempo. En 1887, durante el control austrohúngaro de facto, se fundó la Facultad de Derecho de la Sharia, que comenzó con un plan de educación de cinco años. En la década de 1940, la Universidad de Sarajevo se convirtió en el primer instituto secular de educación superior de la ciudad. La educación de posgrado estuvo disponible en la década de 1950. Severamente dañado durante la guerra, fue restaurado recientemente en cooperación con más de otras 40 universidades. Hay muchas otras instituciones de educación superior, que incluyen: Universidad de Banja Luka, Universidad de Mostar, Universidad de Tuzla, Universidad de Zenica, Universidad de Sarajevo Este, Universidad «Džemal Bijedić» Mostar, Universidad de Bihać, Universidad estadounidense de Bosnia y Herzegovina ... El sistema educativo en Bosnia y Herzegovina está en gran medida descentralizado porque no solo la educación no está bajo la jurisdicción del estado, sino que, p. en el caso de la Federación de Bosnia y Herzegovina, la jurisdicción sobre este departamento se rebajó a los niveles de cantón e incluso en algunos casos a la jurisdicción de los municipios.
La educación se organiza en cuatro niveles básicos:

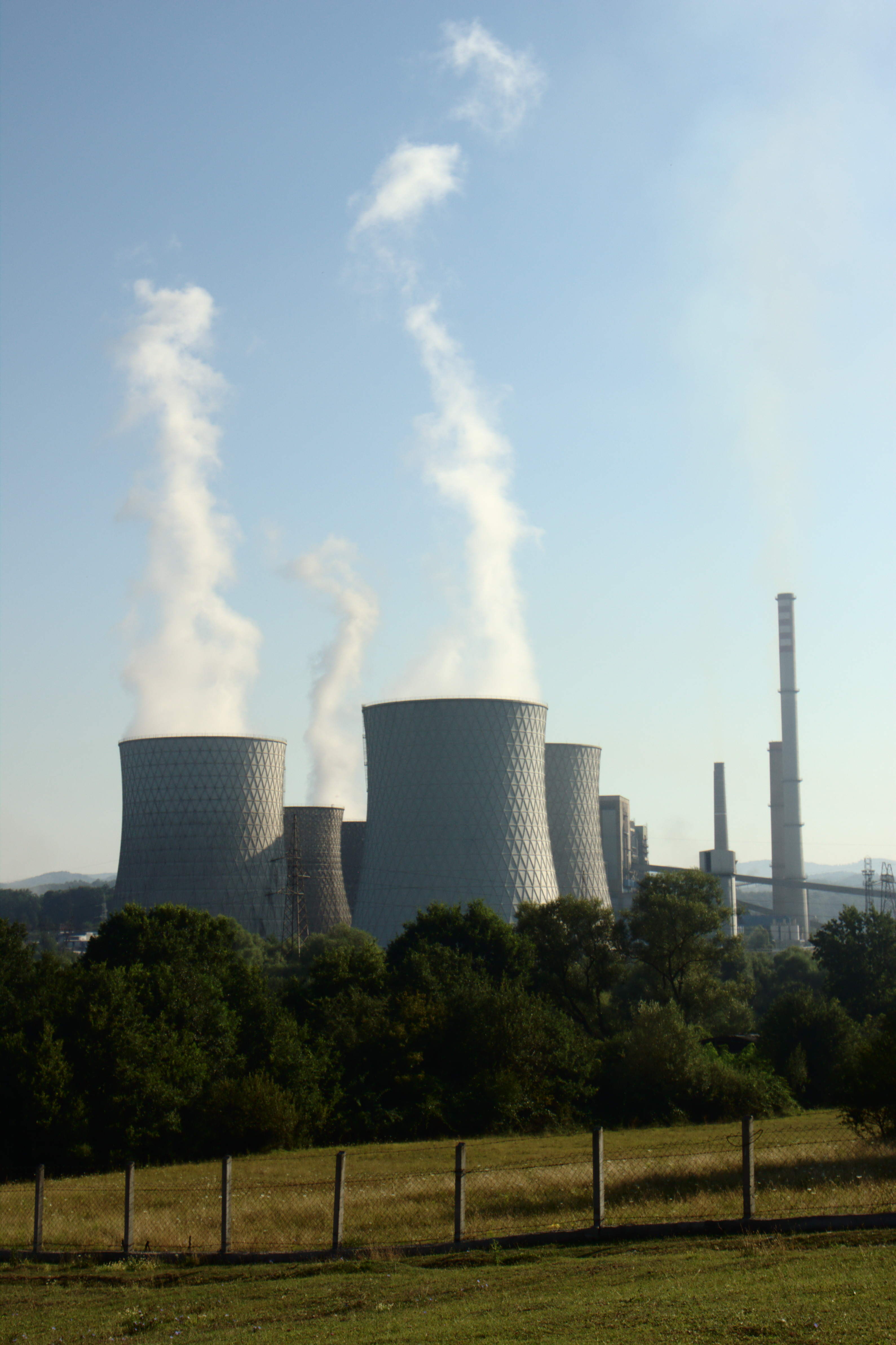
Central de carbón de Tuzla, Bosnia y Herzegovina

- Educación y crianza preescolar
- Educación primaria
- Educación secundaria
- Educación Universitaria

## Infraestructura

### Sector de la energía
Las dos entidades que forman Bosnia y Herzegovina gozan de amplia autonomía en materia de política energética, como en muchos otros ámbitos. Por ejemplo, hay dos ministerios de energía, cada uno de los cuales emite leyes y reglamentos diferentes. El regulador nacional de la electricidad, DERK, cuenta con una comisión reguladora a nivel de cada entidad. El mercado está dividido entre tres compañías eléctricas. El EP RS suministra el servicio a la República Srpska, el EP BiH y el EP HZHB a la Federación. No hay separación entre la generación y la distribución de electricidad.
En la Federación de Bosnia y Herzegovina, EP BiH y EP HZHB son responsables de ambas, y en la República Srpska, las empresas pertenecientes al grupo EP RS se encargan de la distribución de electricidad. Para la transmisión de electricidad, existe el operador de red independiente a nivel estatal NOS BiH y la empresa responsable de la transferencia de electricidad, Elektroprenos-Elektroprijenos Bosne i Hercegovine a.d., que también opera en todo el territorio de la República.
La electricidad en Bosnia y Herzegovina se genera principalmente en centrales de carbón e hidroeléctricas. Las reservas de carbón ascienden a unos 4.000 millones de toneladas y el potencial hidroeléctrico se estima en 6.800 MW, de los cuales solo se ha explotado el 35% hasta ahora. Las inversiones previstas en el sector energético hasta 2020 ascienden a 3.900 millones de euros (en 2009).
En 2007, el 9,4% de la producción de energía primaria de Bosnia y Herzegovina se cubrió con energías renovables. Cerca del 50% de la superficie total del país está cubierta por bosques, lo que indica un gran potencial de biomasa. Según las estimaciones de los expertos, se podrían generar 9.200 GWh a partir de la biomasa. En 2009, el uso de la biomasa se limitó a cerca del 4,2% y exclusivamente a la calefacción de los hogares. En las zonas sin red de calefacción urbana, el consumo de biomasa en forma de madera y carbón vegetal representaba hasta el 60% del consumo total de energía.

## Transporte

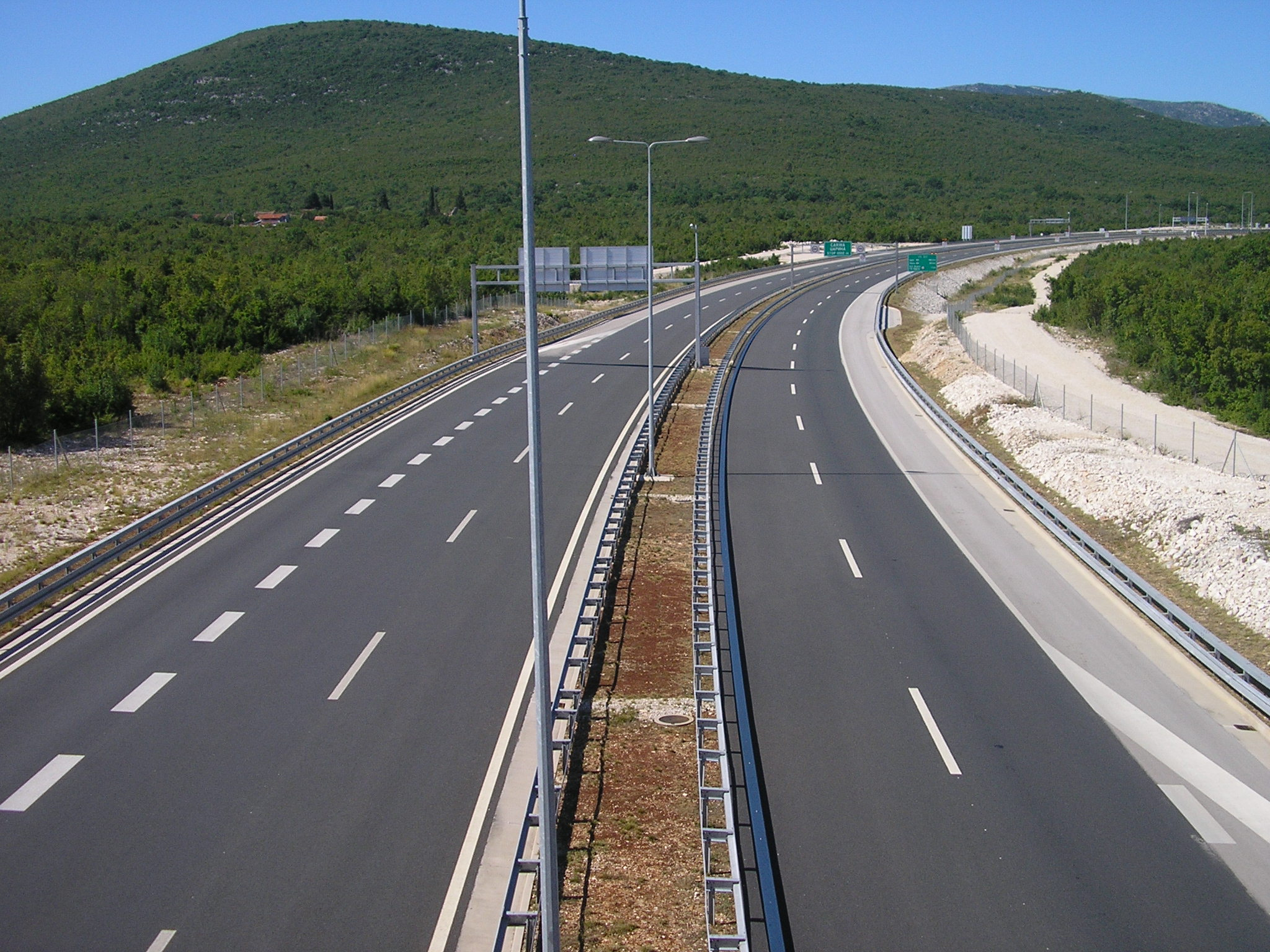
Autopista A1 de Bosnia y Herzegovina

### Carreteras
La red total de carreteras en 2010 era de aproximadamente 22.926 km, de los cuales 19.426 km están asfaltadas.
Desde 2001 se está construyendo la autopista A1 del Mar Adriático a Budapest, la primera de las cinco autopistas previstas actualmente en Bosnia y Herzegovina. Irá desde Ploče, en Croacia, pasando por Mostar, Sarajevo, Zenica y Doboj, hasta el territorio croata y formará parte del corredor europeo de transporte 5C. En total, esta autopista recorrerá unos 360 km a través de Bosnia y Herzegovina. Sin embargo, se desconoce el año de finalización completa. Otros cuatro enlaces de autopistas están en fase de planificación y aún no han sido numerados. Las diferencias políticas entre las dos entidades autónomas de Bosnia-Herzegovina, incluso en cuanto a la numeración, impiden el acuerdo.

### Ferrocarril
En Bosnia y Herzegovina hay dos compañías ferroviarias: por un lado, la Compañía de Ferrocarriles de la Federación de Bosnia y Herzegovina y, por otro, la Compañía de Ferrocarriles de la República Srpska.
El tráfico ferroviario se desarrolla esencialmente en dos ejes principales:
Desde la estación croata de Strizivojna-Vrpolje, en la línea ferroviaria Zagreb-Belgrado, hay una ruta norte-sur que pasa por Šamac, Doboj, Zenica, Sarajevo y Mostar hasta la ciudad portuaria croata de Ploče.
La ruta más importante de este a oeste va desde Sisak, en Croacia, pasando por Novi Grad y Banja Luka, hasta Doboj, donde se une a la ruta antes mencionada.

Estos ejes principales se complementan con el ferrocarril Una que va desde Novi Grad, pasando por Bihać y Martin Brod, hasta Knin, así como con una línea que va desde Doboj hasta Tuzla, a la que sigue una línea vía Brčko hacia Croacia y otra vía Zvornik hacia Serbia.

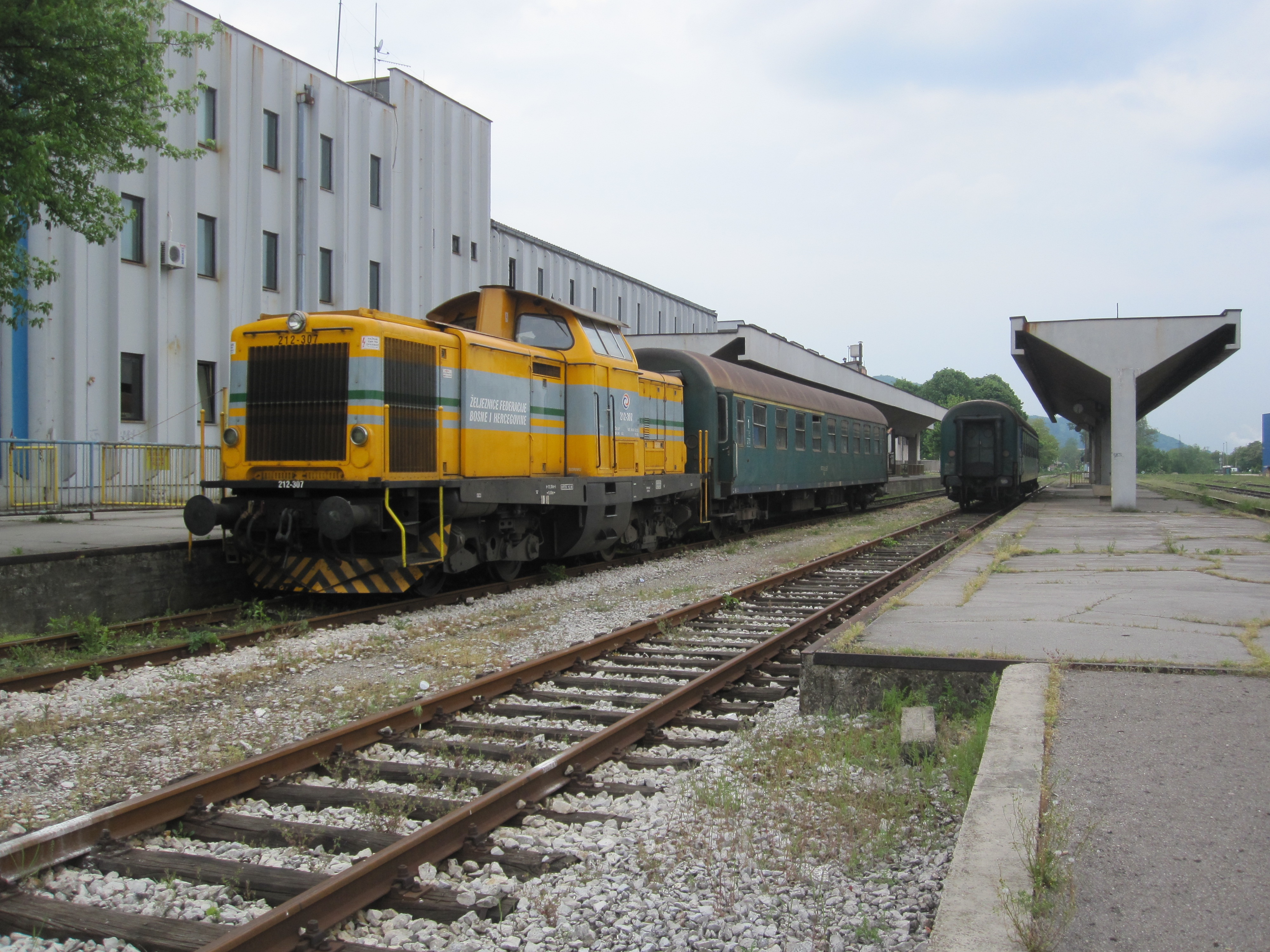
Tren en la estación ferroviaria de Tuzla

Además, hay una serie de ferrocarriles de fábrica y de mina, algunos de los cuales siguen funcionando a vapor.
La red ferroviaria de Bosnia y Herzegovina sufrió graves daños durante la guerra de Bosnia. Desde hace algunos años, vuelve a haber una conexión ferroviaria entre Zagreb y Sarajevo, y en febrero de 2010 se reanudó una conexión diaria entre Belgrado y Sarajevo.
Todas las líneas de vía estrecha construidas por el Imperio Austrohúngaro («vía estrecha bosnia») fueron abandonadas alrededor de 1970 y la mayoría de ellas fueron desmanteladas. Una excepción es el ferrocarril de trabajo de la mina de carbón de Banovići - aquí las locomotoras de vapor todavía se utilizaban ocasionalmente en 2011.
En 2005 se decidió un programa de renovación. Entre otras cosas, se van a adquirir trenes expresos Talgo españoles y un mayor número de vagones de mercancías.

### Transporte Aéreo
Según datos de 2013, hay 24 aeropuertos en Bosnia y Herzegovina.
De estos, hay siete aeropuertos con pistas asfaltadas de las siguientes longitudes:
- 2.438 a 3.047 m (cuatro aeropuertos)
- 1524 a 2437 m (un aeropuerto)
- hasta 914 m (dos aeropuertos)Vista aérea del Aeropuerto Internacional de Sarajevo

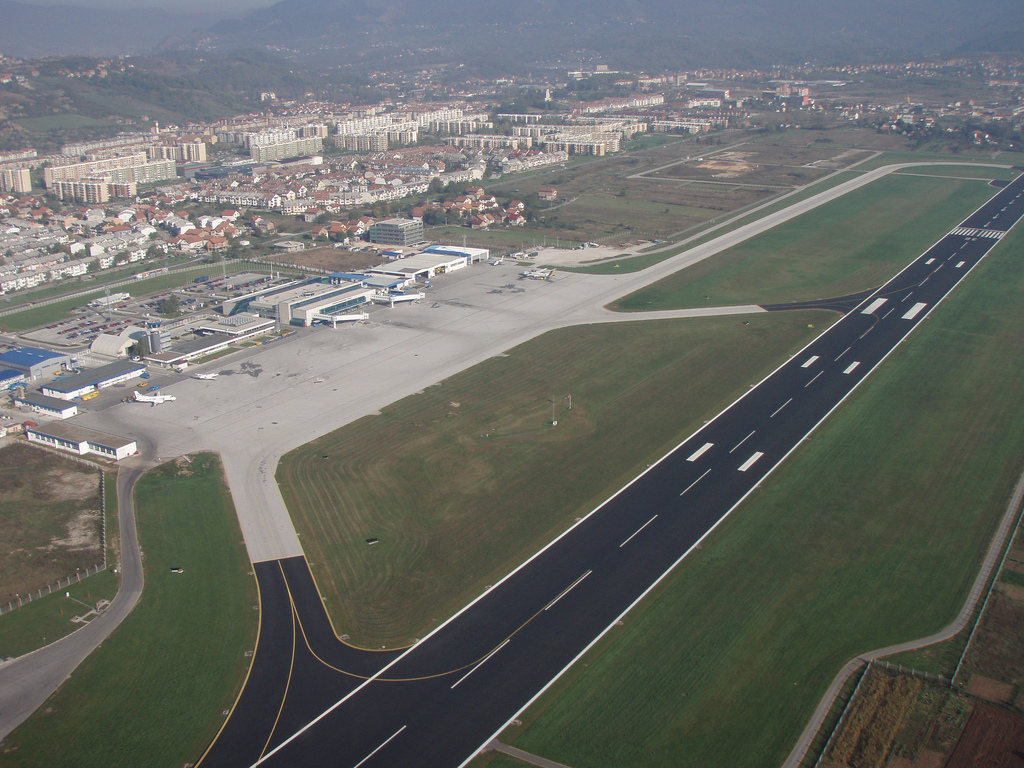
Vista aérea del Aeropuerto Internacional de Sarajevo

y 17 aeropuertos con pistas no pavimentadas de las siguientes longitudes:
- 1524 a 2437 m (un aeropuerto)
- 914 a 1.523 m (cinco aeropuertos)
- hasta 914 m (11 aeropuertos).[95]

Hay cuatro aeropuertos internacionales en Bosnia y Herzegovina:
- Aeropuerto Internacional de Bania Luka (Međunarodni aerodrom Banja Luka)
- Aeropuerto Internacional de Mostar (Međunarodni aerodrom Mostar)
- Aeropuerto Internacional de Sarajevo (Međunarodni aerodrom Sarajevo)[96]
- Aeropuerto Internacional de Tuzla (Međunarodni aerodrom Tuzla)[97]

## Cultura

### Arquitectura

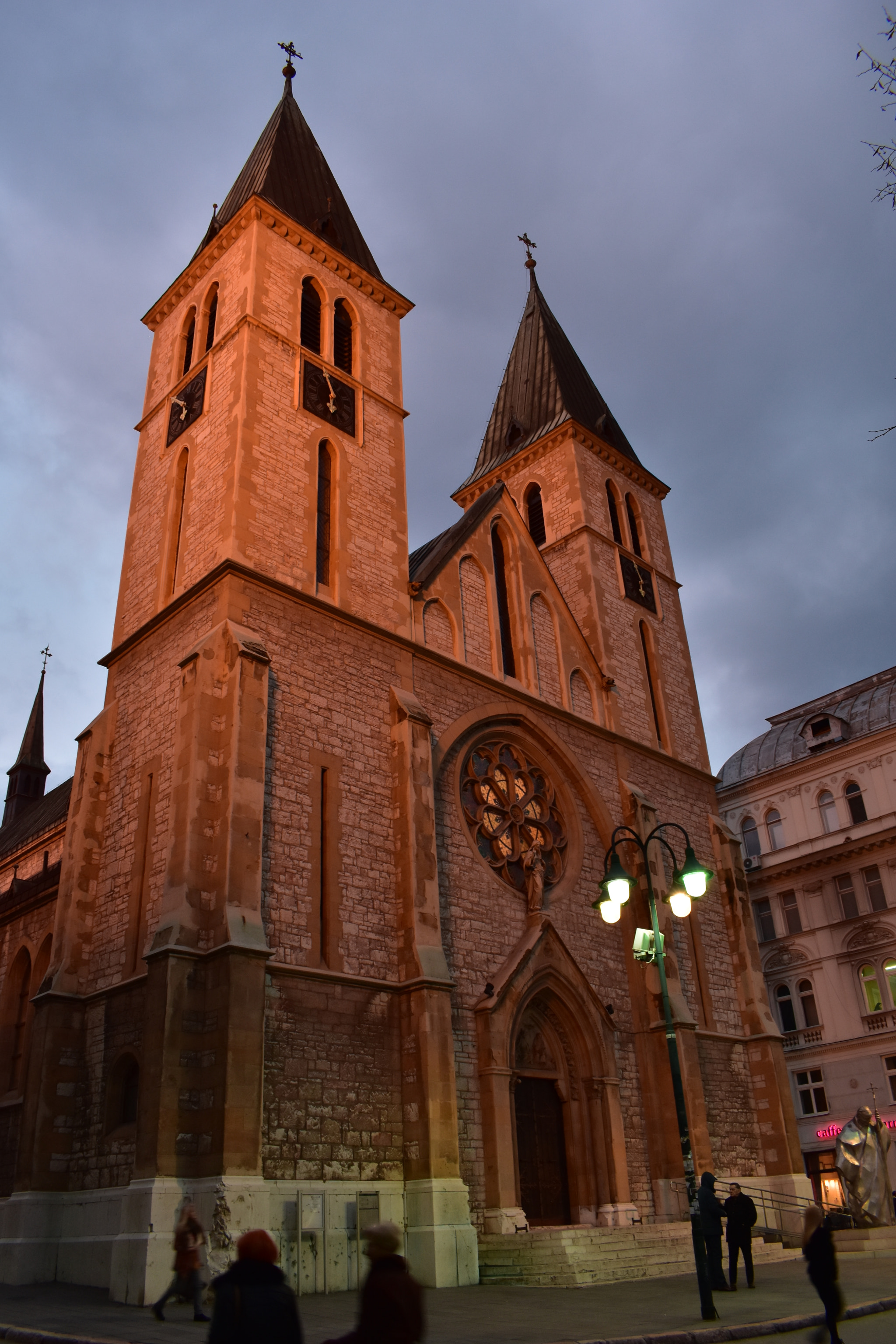
Catedral del Sagrado Corazón de Jesús en Sarajevo (Katedrala Srca Isusova/Катедрала Срца Исусова)

La arquitectura de Bosnia-Herzegovina está muy influenciada por cuatro grandes periodos, en los que los cambios políticos y sociales determinaron la creación de los distintos hábitos culturales y arquitectónicos de la región.
El periodo medieval de Bosnia duró hasta la invasión del Imperio Otomano. La organización social de Bosnia de esa época se desarrolló en un sistema conocido como Zadruga. En Zadruga, la comunidad se organizaba de forma que unas pocas familias con intereses comunes vivían estrechamente unidas en grupos de viviendas. Los líderes de la comunidad se seleccionaban en función de su edad y su alto nivel ético. El sistema de Zadruga se encontraba principalmente en una comunidad rural agraria muy dependiente de los recursos naturales. A medida que la comunidad crecía, segmentos de familias se trasladaban colectivamente a otra zona formando un nuevo clúster o una aldea. Los continuos vínculos entre estas agrupaciones relacionadas estimulaban el comercio y la economía. Las familias individuales vivían juntas en casas conocidas como casas dináricas. Eran estructuras sencillas construidas con materiales naturales (normalmente madera y mimbre). El espacio interior se organizaba en torno al hogar en una habitación central, con habitaciones privadas separadas para hombres y mujeres.
A finales del siglo XV, el Imperio Otomano llegó a los Balcanes. Abordaron la necesidad de desarrollar las zonas urbanas y las ciudades. De ahí surgieron la forma y la organización básicas de las zonas urbanas que aún hoy son distintivas. Dušan Grabrijan, teórico de la arquitectura, definió la organización primaria de las ciudades típicas de Bosnia. Reconoció que las ciudades tenían cinco componentes auténticos definidos por un conjunto de «leyes no escritas».
En 1878 Bosnia y Herzegovina cayó bajo el dominio austro-húngaro, que en 40 años tuvo una inmensa influencia en el futuro urbanismo y la arquitectura. Algunos de los cambios introducidos por la influencia austriaca fueron la introducción de nuevas normas de construcción, como la exigencia de permisos de construcción, los requisitos de seguridad vital y protección contra incendios, la regulación del grosor de los muros y la altura de los edificios. También hubo cambios en la filosofía general de diseño. Estilísticamente, Bosnia debía asimilarse a la corriente europea (de ahí el uso de estilos arquitectónicos historicistas), salvo la aparición del estilo orientalista (también estilo pseudo-morisco). El objetivo era promover la identidad nacional bosnia evitando su asociación con el Imperio Otomano o con el creciente movimiento paneslavo, creando una «arquitectura islámica de fantasía europea».
El estilo bosnio puede compararse con el romanticismo nacional escandinavo. El estilo bosnio fue defendido por una generación más joven de arquitectos, como el arquitecto checo Josip Pospišil, el arquitecto esloveno Rudolf Tönnies y el arquitecto austriaco Ernst Lichtblau, que estudiaron en la Academia de Arte de Viena con Karl von Hasenauer y Otto Wagner. Sin embargo, el estilo fue nombrado por el arquitecto principal de Sarajevo, Josip Vancaš, para quien trabajaron muchos de estos arquitectos más jóvenes.

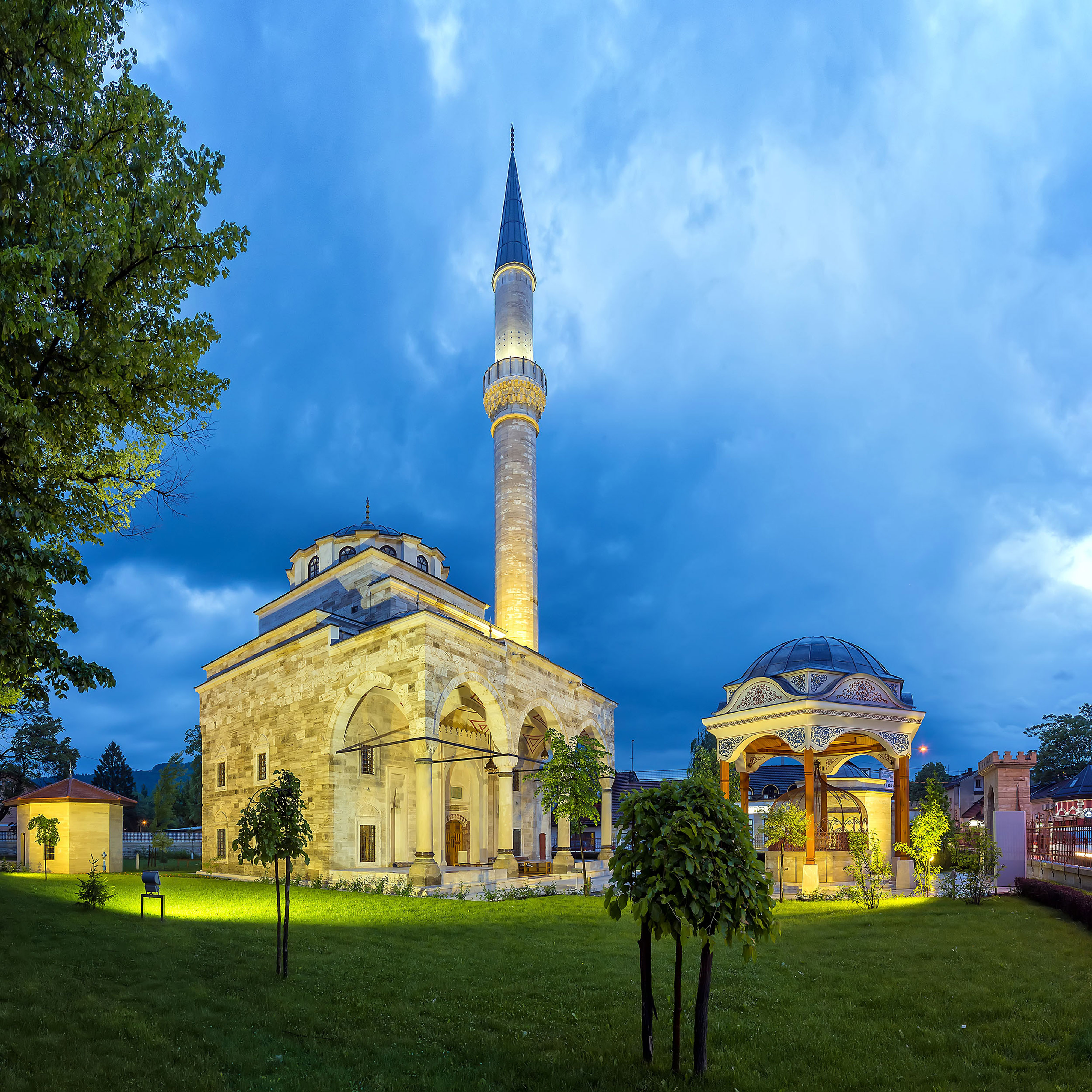
Mezquita de Ferhat Pasha en Banja Luka (Ferhat-pašina džamija)

En 1918, Bosnia-Herzegovina se unió al Reino de los Serbios, Croatas y Eslovenos, cuya arquitectura oficial fue dictada cada vez más por una autoridad nacional cada vez más concentrada que pretendía establecer una identidad estatal unificada.
Bosnia y Herzegovina se mantuvo al margen del modernismo arquitectónico de entreguerras en Yugoslavia Dušan Smiljanić y Helen Baldasar, que enseñaban en la Escuela Secundaria Técnica de Sarajevo desde 1924, fueron de los primeros en llevar las ideas modernistas a Sarajevo en la década de 1920. Más tarde, D. Smiljanić se convirtió en poco tiempo en arquitecto municipal, y hasta 1939 tuvo su propio estudio de arquitectura. Helen Baldasar diseñó edificios que representan los primeros edificios construidos de la arquitectura moderna en Sarajevo: los Baños Bembaša, el edificio de la Sociedad de la Cruz Roja y el edificio Bratinska-Rašidagić.
Al final de la Segunda Guerra Mundial, Bosnia y Herzegovina se convirtió en una república de la República Federal Socialista de Yugoslavia. Inmediatamente después de la Segunda Guerra Mundial, la breve asociación de Yugoslavia con el Bloque del Este dio paso a un breve periodo de realismo socialista.
Durante la guerra de Bosnia, entre 1992 y 1995, se destruyeron más de 2000 edificios civiles y religiosos de valor histórico. Entre ellos, la mezquita Ferhadija de Banja Luka (construida en 1578) y la Stari Most de Mostar (construida en 1566), ambas destruidas en 1993. Se han reconstruido respetando las técnicas y estilos originales.

### Música

Anfiteatro de Trebinje

Las formas de canciones más populares tradicionales de Bosnia y Herzegovina son de origen relativamente reciente, comprenden la ganga, el rera y el ojkavica.
Un estilo de música tradicional es la Sevdalinka - música folclórica bosnia, cuyo carácter estuvo fuertemente influenciado por los otomanos. La música folclórica también contiene características de la música de los sinti y gitanos y de otros grupos étnicos. Un conocido representante de la Sevdalinka fue Safet Isović hasta su muerte. Sin embargo, la sevdalinka solo suele ser bien recibida por la población bosnia de más edad y por algunos de los bosnios mayores que viven en Montenegro y Serbia. En cambio, la llamada Narodna muzika, que es una mezcla de música folclórica de la antigua Yugoslavia, pop y a veces música tecno, tiene mejor acogida. En general, es el más popular en los países de habla serbocroata desde su aparición (hacia 1980).
Aparte de Goran Bregović y su antigua banda Bijelo dugme, músicos conocidos de Bosnia y Herzegovina en el ámbito internacional son los cantantes Zdravko Čolić, Lepa Brena y Dino Merlin, así como los raperos Edo Maajka y Frenkie. Los grupos de rock/pop Zabranjeno Pušenje, Plavi orkestar, Indexi, Crvena jabuka y Hari Mata Hari, así como la banda de heavy metal Divlje Jagode, se encuentran entre los más conocidos y populares de Yugoslavia, junto con Bijelo dugme. El centro musical de esta música moderna bosnia fue Sarajevo.

### Cine

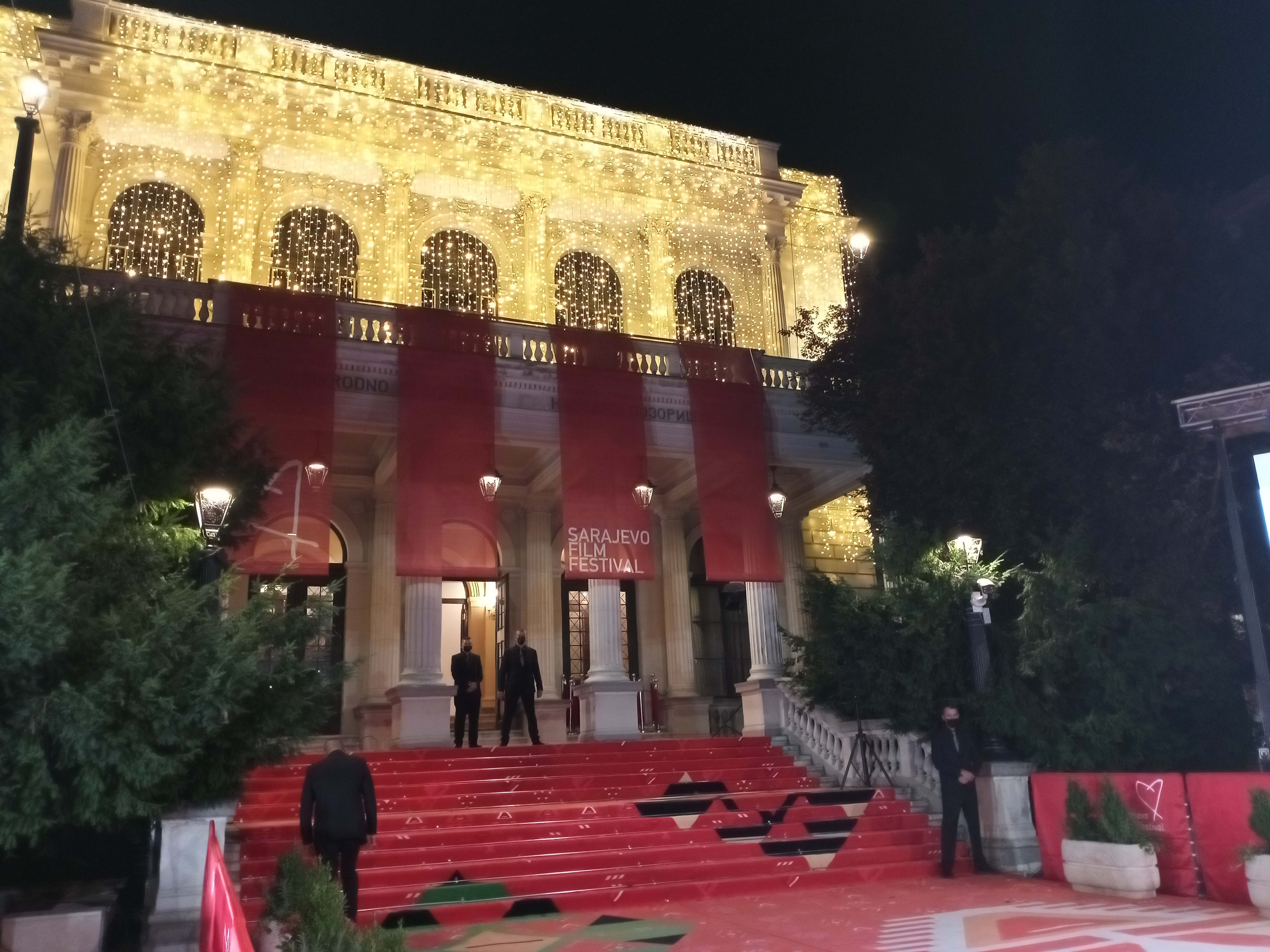
Festival de Cine de Sarajevo en 2021

En el mundo del cine sobresalen directores como Emir Kusturica y Danis Tanović. Desde el final de la guerra, varias películas bosnias han recibido también premios internacionales. Entre ellas, Ničija Zemlja (Tierra de nadie), de Danis Tanović, de 2001, que ganó un Globo de Oro y un Óscar, y la película Grbavica, que obtuvo un Oso de Oro en la Berlinale de 2006. Además, la película Bienvenidos a Sarajevo, con Woody Harrelson, recibió grandes elogios de la crítica. La película trata del asedio de Sarajevo a principios de los años 90. El director Emir Kusturica (Gato negro, gato blanco; La vida es un milagro) es de Sarajevo. En la Berlinale 2016, la película Smrt u Sarajevu de Danis Tanović recibió el Oso de Plata.
El Festival de Cine de Sarajevo es un acontecimiento cinematográfico y cultural que se celebra todos los años en agosto y atrae cada vez a más turistas del extranjero.

### Fiestas y festivales
Además de las fiestas religiosas como Navidad y Semana Santa (importantes en su mayoría para croatas y serbios), y las fiestas islámicas de Ramazanski Bajram (al final del Ramadán) y Kurban Bajram (en el momento de la peregrinación a La Meca), en Bosnia y Herzegovina se observan las siguientes fiestas:

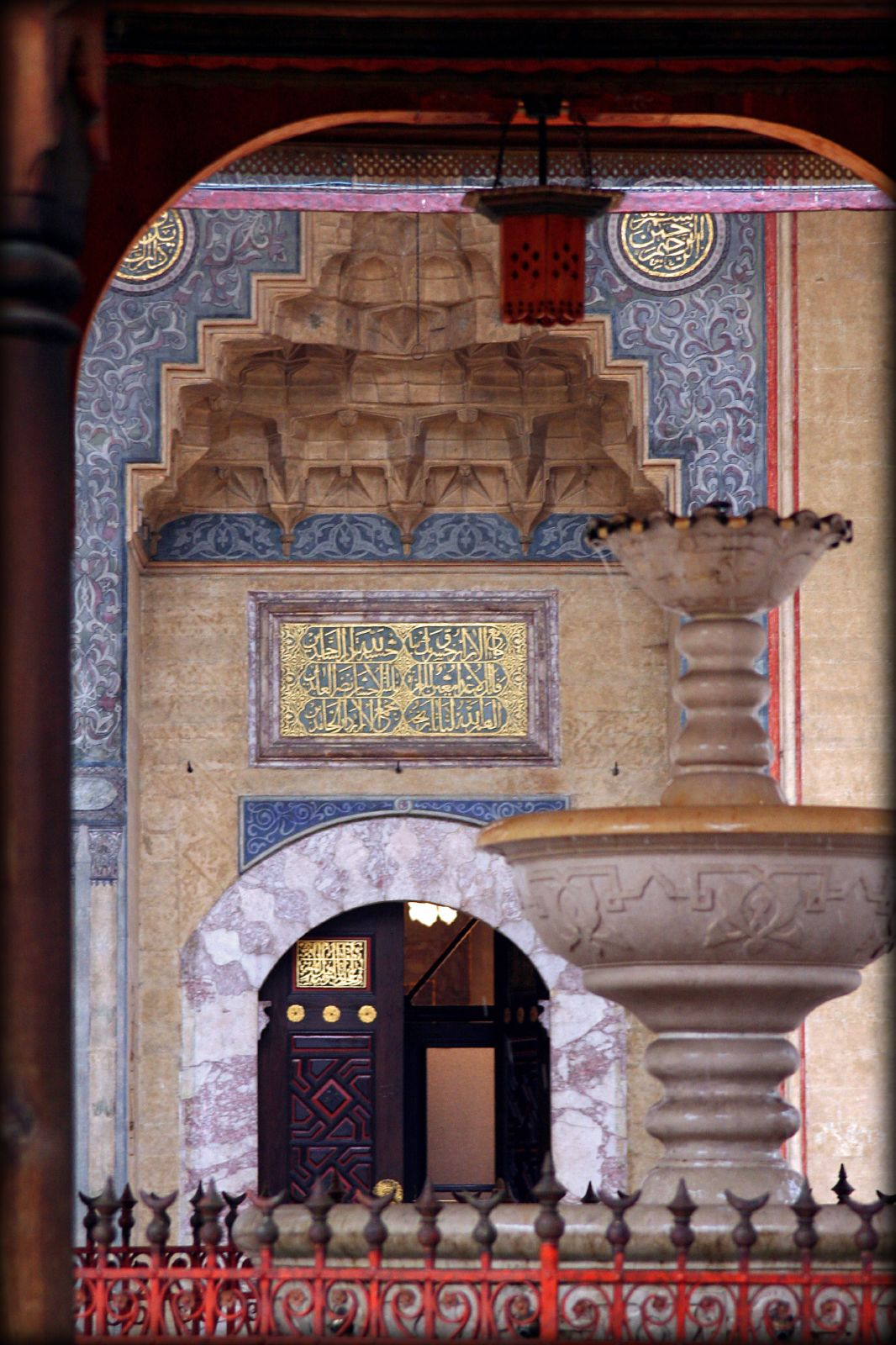
Patio de la mezquita de Baščaršija.

- Año Nuevo[103][104] (Nova Godina): el 1 y el 2 de enero son fiestas nacionales, la Nochevieja se celebra magníficamente y el 13 de enero (Año Nuevo serbio según el calendario juliano).
- Día del Trabajo[105][106] (Prvi maj): Los días 1 y 2 de mayo son fiestas nacionales, el Día del Trabajo se aprovecha para hacer grandes celebraciones públicas

En la Federación también se celebran las siguientes fiestas:
- Día de la Independencia (Dan nezavisnosti):[107][108] 1 de marzo - conmemora la conclusión del referéndum sobre la independencia el 29 de febrero/1 de marzo de 1992.
- Día Nacional (Dan državnosti):[109][110] 25 de noviembre - conmemora la proclamación de la República Popular de Bosnia y Herzegovina en Mrkonjić Grad el 25 de noviembre de 1943.
- En la República Srpska no se celebran el 1 de marzo ni el 25 de noviembre, pero sí el 9 de enero como Día de la República (Dan Republike) y el 21 de noviembre (Día de los Acuerdos de Dayton).

Además, hay fiestas locales en las distintas comunidades y pueblos, principalmente habitados por croatas, que se basan en el calendario cristiano o católico (por ejemplo, las fiestas de los santos, la «pequeña Pascua», etc.). Una fiesta especial es la onomástica del santo patrón de cada pueblo. Además de una misa muy concurrida y posiblemente una procesión, se celebran fiestas en la mayoría de las casas y en las plazas, a las que también acuden los habitantes de los pueblos vecinos.

### Medios de comunicación
Los tres diarios más importantes de Bosnia-Herzegovina son Dnevni avaz (en español: La voz diaria) y Oslobođenje (en español: Liberación o Libertad), ambos publicados en bosnio en Sarajevo, y Nezavisne novine (en español: El periódico independiente), publicado en Banja Luka en serbio y alfabeto latino. También hay varios semanarios políticos, como Slobodna Bosna (en español, Bosnia Libre) o Dani (en español, Días). También son populares las revistas que informan de la actualidad o de las estrellas de la música popular, como Express o Svet (en Serbia también se publica un periódico del mismo nombre y formato).
Bosnia y Herzegovina tiene un sistema de radio y televisión público tripartito, con una televisión y una radio nacionales de la institución BHRT (BHT 1 y BH Radio 1) y una televisión y una radio de cada entidad, RTVFBiH (FTV y Radio F.) en la Federación y RTRS (RTRS TV y RTRS RRS) (cirílico: PTPC) en la República Srpska. Algunas cadenas privadas como BN Televizija, OBN o Hayat TV pueden recibirse en todo el país. La televisión por cable es muy popular, con canales de los países vecinos y de diferentes lenguas europeas. Desde el 11 de noviembre de 2011, el nuevo canal de televisión Al Jazeera Balkans emite desde Sarajevo, inicialmente seis horas al día en el idioma nacional.
En 2020, el 73,2% de los habitantes de Bosnia y Herzegovina utilizaba Internet.

## Deportes

### Fútbol

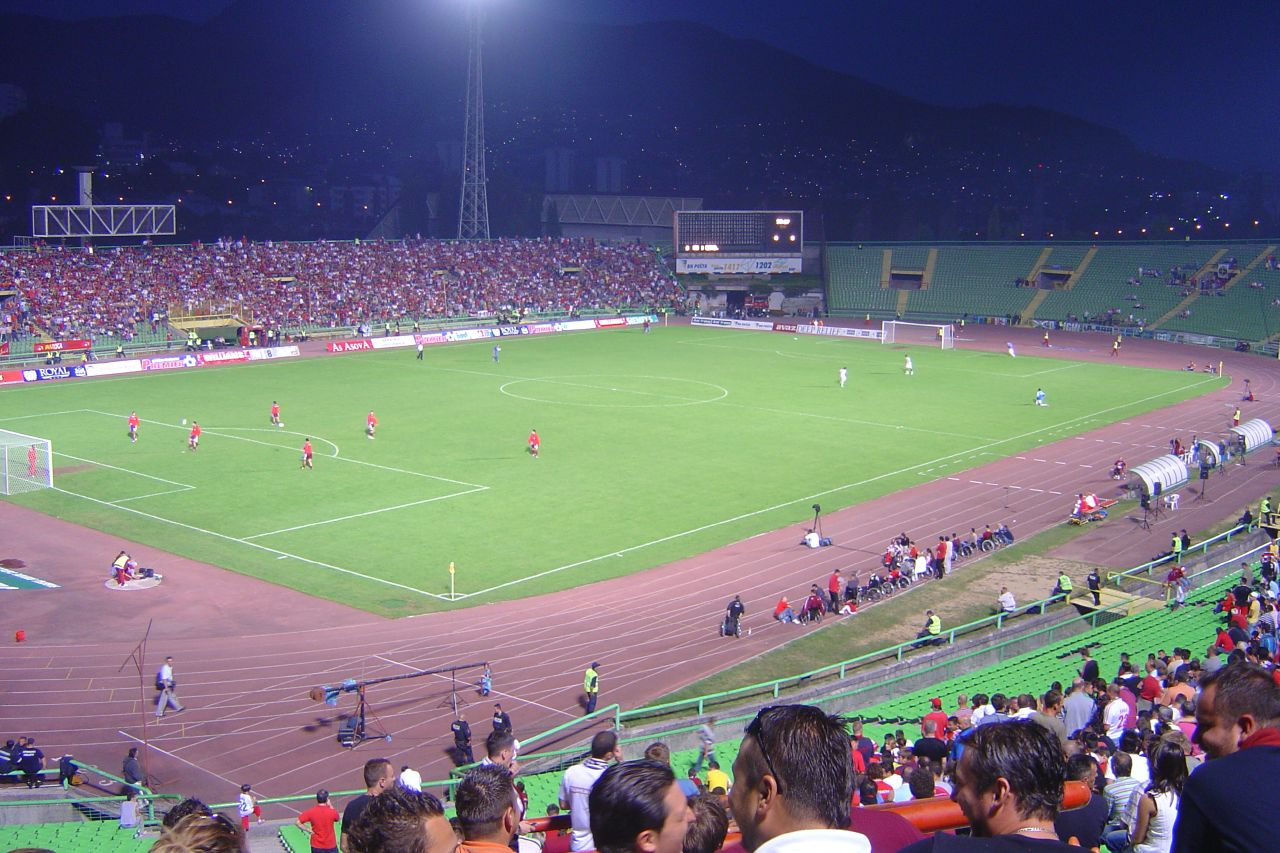
El estadio Asim Ferhatović Hase de Sarajevo

El fútbol es el deporte más popular en Bosnia y Herzegovina. La Federación de Fútbol de Bosnia y Herzegovina, afiliada a la UEFA y a la FIFA, es el máximo organismo del fútbol profesional bosnio, por lo que controla las ligas profesionales y la selección nacional. Su mayor logro fue la clasificación a la Copa Mundial de Fútbol de 2014, aunque no pasó de la fase de grupos. Dentro del país, existe su liga profesional, la Liga Premier de Bosnia y Herzegovina. Fue fundada oficialmente en el 2000, y los equipos más ganadores son el Željezničar Sarajevo y el Zrinjski Mostar, ambos con 6 títulos.
El juego llegó a Bosnia y Herzegovina a principios del siglo XX, siendo Sarajevo (en 1903) y Mostar (en 1905) las primeras ciudades en adoptarlo. Banja Luka, Tuzla, Zenica y Bihać fueron las siguientes, junto con numerosas ciudades más pequeñas, a medida que el deporte se extendía. El país estaba bajo dominio austrohúngaro cuando se inició la competición oficial en 1908, aunque estas actividades eran a pequeña escala dentro de cada territorio. Al estallar la Primera Guerra Mundial, había cuatro clubes en Sarajevo; Hrvatski ŠK, Srpski ŠK, Muslimanski ŠK, Židovski ŠK,  y aproximadamente 20 fuera de la capital.
La creación del Reino de Yugoslavia después de 1918 supuso un aumento del número de ligas, y pronto se organizó un campeonato nacional. El sistema de ligas de fútbol yugoslavo se basaba en numerosas subasociaciones que servían de competiciones que determinaban los representantes locales de las subasociaciones en la fase final nacional, el campeonato yugoslavo. En 1920 se fundó la subasociación de fútbol de Sarajevo, que incluía, además de Sarajevo y sus alrededores, la mayor parte de Bosnia oriental y Serbia occidental. La subasociación de fútbol de Banja Luka incluía la mayor parte del oeste de Bosnia y una zona conocida habitualmente como Krajina, mientras que la región de Podrinje, que sujetaba a la ciudad de Bijeljina, formaba parte de las ligas provinciales de la subasociación de fútbol de Belgrado.

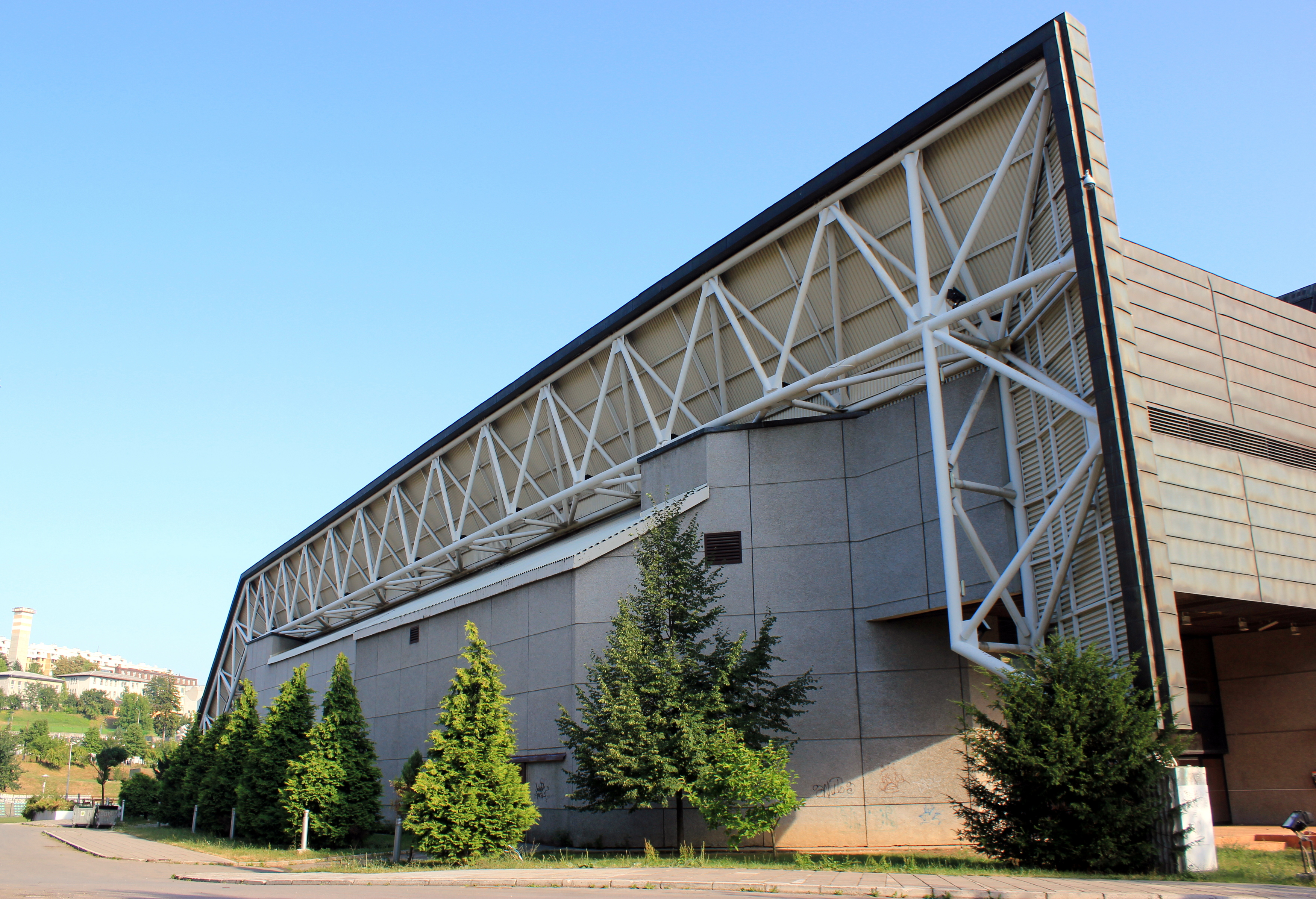
Pabellón Olímpico Juan Antonio Samaranch (Olimpijska dvorana Juan Antonio Samaranch)

El campeonato unificado yugoslavo se desarrolló hasta el comienzo de la Segunda Guerra Mundial, siendo la temporada 1939/40 la última en completarse. En este periodo, tres clubes del actual territorio de Bosnia y Herzegovina consiguieron clasificarse para las fases finales de los campeonatos yugoslavos, el SAŠK y el Slavija, ambos de Sarajevo, y el Krajišnik de Banja Luka. Muchos jugadores locales se convirtieron en objetivos de equipos dominantes y tuvieron carreras exitosas, como Florijan Matekalo, Petar Manola, Milan Rajlić, Stanko Zagorac, Aleksandar Mastela o Branko Stanković.

### Otros deportes
El club de baloncesto bosnio KK Bosna de Sarajevo fue campeón de Europa en 1989. La selección nacional de baloncesto de Yugoslavia, ganadora de medallas en todos los campeonatos mundiales desde 1963 hasta 1990, contaba con jugadores bosnios como Dražen Dalipagić y Mirza Delibašić. Bosnia y Herzegovina se clasifica regularmente para el campeonato de Eurobasket. El club de baloncesto femenino Jedinstvo, con sede en Tuzla, ganó el Campeonato de Europa de 1979 en Florencia.
El boxeador de peso medio Marjan Beneš ha ganado varios Campeonatos de Bosnia y Herzegovina, Campeonatos de Yugoslavia y el Campeonato de Europa. En 1978, ganó el título mundial contra Elish Obeda, de Bahamas. Otro peso medio, Ante Josipović, ganó la medalla de oro olímpica en Los Ángeles en 1984. También ganó el Campeonato de Yugoslavia en 1982, el Campeonato de los Balcanes en 1983 y el Trofeo de Beogrado en 1985. Felix Sturm, también conocido como Adnan Catic, es un ex campeón alemán de peso medio de origen bosnio. Lleva una bandera bosnia en su armario y a menudo celebra charlas en bosnio después de un combate de boxeo.